# جعفر المتوكل على الله
أمير المُؤمِنين وخليفةُ المُسْلِمين أبُو الفَضْل جَعْفَر المُتَوَكِّل على الله بن مُحمَّد المُعْتَصِم بن هارون الرَّشيد بن مُحمَّد المَهديّ بن عبد الله المَنْصُور بن مُحمَّد بن عليّ القُرَشيُّ الهاشِميُّ العبَّاسيُّ (شَوَّال 206 – 4 شَوَّال 247هـ / مارس 822 – 11 ديسمبر 861م)، المعروف اختصارًا باسم المُتَوكِّل عَلى الله أو المُتَوكِّل. هو عاشر خُلَفاء بني العَبَّاس، والخليفةُ التاسع والعُشرون في ترتيب الخُلفاء عن النبي مُحمَّد. بُويع بالخلافة يوم الأربعاء 26 ذي الحجة 232هـ / 10 أغسطس 847م عقب وفاة أخيه الواثِق بالله الذي لم يعهد لأحد، واستمر خليفةً للمسلمين نحو خمسة عشر عامًا حتى مقتله غيلةً على يد الأتراك.
وُلد جعفر بن المعتصم في فمّ الصُّلح قرب واسِط  في خلافة عمه المأمُون. لم يكن لهُ شأنٌ يُذكر قبل الخلافة، بل عانى من التضييق والإهمال في عهد أخيه الواثق بالله، بتحريضٍ من الوزير ابن الزيَّات الذي يبغضه ويُقلل من شأنه، ولم يجد المتوكل سندًا له في تلك الفترة سوى من القاضي أحمد بن أبي دُؤاد الذي أحسن إليه ودافع عنه أحيانًا.
تولى المُتوكِّل الخلافة بغير وصيةٍ من أخيه، إذ اجتمع كبار رجال الدولة من القضاة والوزراء والقادة الأتراك النافذين مثل إيتاخ الخَزَري ووَصِيف التُّركي في سامراء لاختيار الخليفة الجديد. وبعد نقاش وتردد، واستبعاد محمد بن الواثق لصغر سنه، وقع اختيارهم على جعفر بن المعتصم بمبادرة من القاضي ابن أبي دُؤاد ودعمٍ من الأتراك، فبُويع بالخلافة ولُقِّب بالمُتوكِّل على الله.
استهل المُتوكِّل عهده بتصفية رجال العهد السابق الذين أساؤوا إليه، فأمر بالقبض على الوزير القوي ابن الزَّيَّات وعذبه حتى الموت وصادر أمواله، وكذلك فعل بعمر بن فرج الرُخَّجي وغيرهم. وفي خطوة تاريخية حاسمة، أعلن المُتوكِّل سنة 234هـ / 848م إنهاء محنة خلق القرآن التي فرضها أسلافه الثلاثة، ومنع الجدال في مسألة خلق القرآن، وأطلق سراح الإمام أحمد بن حنبل وأكرمه، ثم أبعد المُعْتَزِلة عن مناصب الدولة وقرّب أهل السُنَّة والحديث، حتى لُقِّب بمُحيي السُنَّة.
اتخذ المُتوكِّل سياسات متشددة أثارت الجدل، فأظهر بُغضًا شديدًا للخليفة علي بن أبي طالب وآل البيت، واضطهد شيعتهم، وأمر بهدم قبر الحُسين بن علي في كربلاء سنة 236هـ ومنع زيارته. وفرض على أهل الذِمَّة من النصارى واليهود إجراءات تمييزية صارمة شملت اللباس وركوب الدواب وهدم الكنائس المُحدثة ومنعهم من العمل في دواوين الدولة. واجه عهده بعض الاضطرابات والثورات في الأقاليم كثورة محمد بن البعيث في أذرُبيْجان وثورة البطارقة في أرمينية، وغارات البجاة على صعيد مصر، وتمكنت جيوشه من إخمادها.
وقع المُتوكِّل في خطأ سياسي جسيم حين قسّم ولاية العهد بين أبنائه الثلاثة: المُنْتَصِر ثم المُعْتَز ثم المُؤيَّد سنة 235هـ، مما خلق بينهم تنافسًا وصراعًا مبكرًا. زاد الأمر سوءًا حين أظهر ميله للمُعتز على حساب المُنْتَصِر، فأهان الأخير علانيةً، مما أثار حقد الأخير واندفع للتحالف مع القادة الأتراك. حاول المُتوكِّل في أواخر عهده تقليص نفوذ القادة الأتراك المتزايد، فصادر أملاك وصيف التركي، مما دفع الأتراك للشعور بالخطر وتدبير مؤامرة للتخلص منه.
انتهت خلافة المُتوكِّل نهاية مأساوية، إذ اتفق الأتراك بقيادة بغا الشرابي عليه في إحدى الليالي، واقتحموا عليه مجلسه ليلًا في قصره بالجعفرية في المُتوكِّليَّة قرب سامراء، وقتلوه مع وزيره المقرب الفتح بن خاقان في 4 شوال 247هـ / 11 ديسمبر 861م. يُعتبر مقتل المُتوكِّل بهذه الطريقة على يد جنده الأتراك بداية فترة الفوضى والاضطراب في سامرَّاء، ونهاية فعلية للعصر الذَّهبيُّ العبَّاسي، وبداية عهد هيمنة القادة العسكريين الأتراك على مقاليد الأمور في الدَّولة العبَّاسية حتى تمكَّن الموفق بالله ابن المُتوكِّل، من وضع حدًا لنفوذهم وجدَّد قُوَّة الدَّولة في خلافة أخيه أحمد المعتمد على الله (حكم 256 – 279هـ / 870 – 892م). يُعد المُتوكِّل الجد الثاني الذي استمرت الخلافة في عقبه حتى نهاية الدَّولة المملوكيَّة في سنة 923هـ / 1517م.

## نشأته

### نسبه
هو جعفر المُتوكل على الله بن مُحمَّد المُعتصم بن هارُون الرَّشيد بن مُحمَّد المهدي بن عبد الله المنصُور بن مُحمَّد بن عليُّ بن عبد الله بن العبَّاس بن عبد المُطَّلب بن هاشم بن عبد مناف بن قُصي بن كِلاب بن مُرَّة بن كعب بن لؤي بن غالِب بن فهر بن مالك بن النَّضر بن كِنانة بن خُزَيمة بن مُدركة بن إلياس بن مضر بن نزار بن معد بن عدنان.
والدهُ هو الخليفة العبَّاسي الثَّامن مُحَمَّد المُعْتَصِم بالله.
أما والدتُه فهي أم ولد خَوارِزميَّة تُدعى شجاع، وكانت امرأة حازِمة وسخيَّة العطاء.

### ولادته
وُلِد جَعْفَر في شَهر شوَّال عام 206 هـ / مارس 822 م، وقيل عام 207 هـ / 823 م، في مَوقِع يدعى فمّ الصُّلح على نَهْر الصَّلح الذي يصبُ في دَجْلة، وذلك في فترة خِلافة عَمِّه عَبدُ الله المأمُون.

### طفولته وشبابه

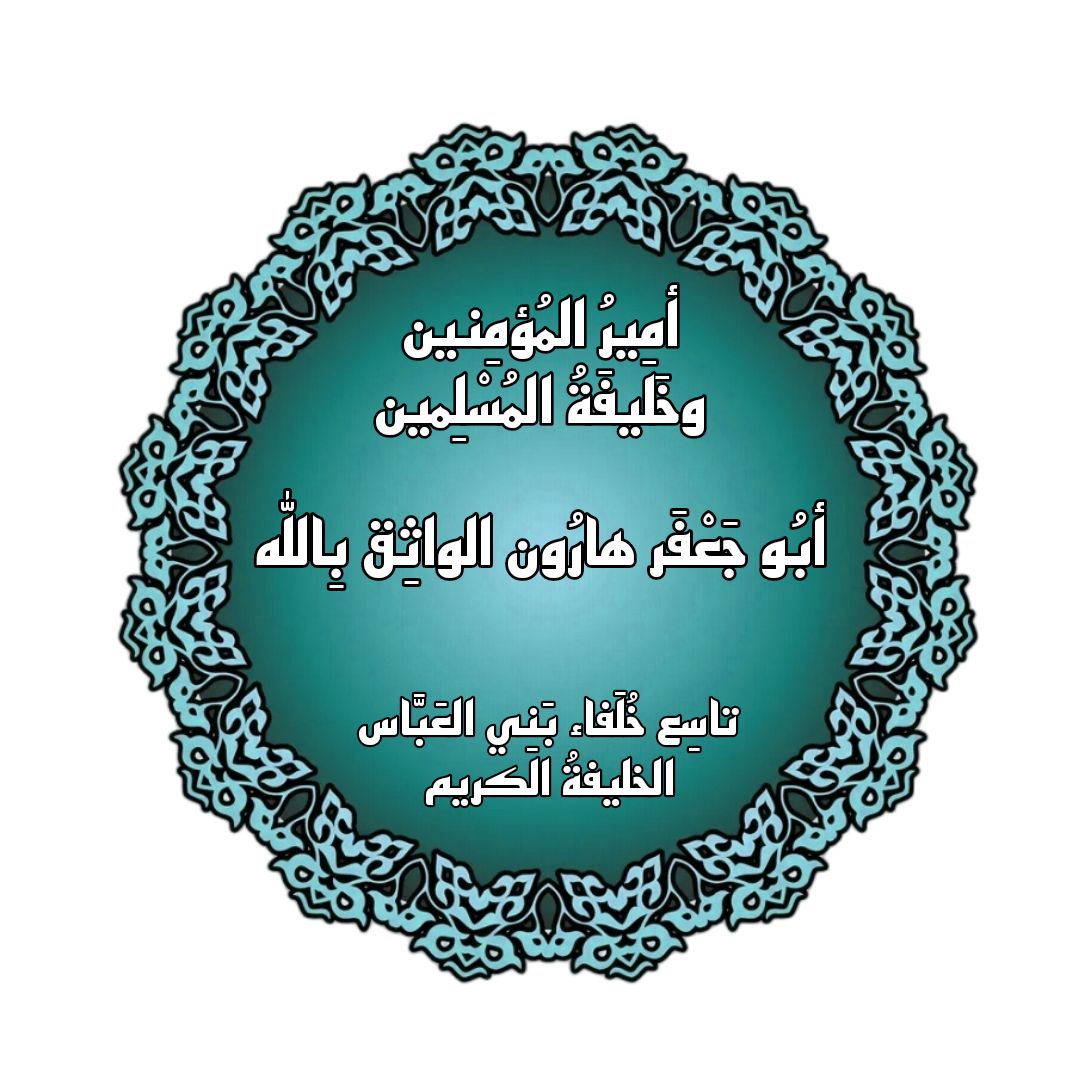
تخطيط باسم الخليفة هارُون الواثِق بالله

لم يُعرف الكثير عن طُفولة جَعْفَرَ وشبابه الكثير، إلا أنه عانى في فترة خِلافة أخيه هارُون الواثِق بالله، والذي حكم من 227 هـ / 842 م حتى 232 هـ / 847 م، وكان جَعْفَر في أوائل العشرينات من عُمره، حيث إنهُ لم يكُن بالمَرضيِّ عنه، فقد وكَّل بهِ الواثِقُ رجُلين هُما عُمر بن فرج الرُّخجي، ومُحَمد بن العلاء الخادِم، فكانا يحفظان أفعالِه، ويكتبان أخبارِه، كما كان الوزير مُحَمَّد بن عبد المَلِك الزيَّات المعرُوف اختصارًا بابن الزيَّات لا يحسُن استقباله، وكان صكّاك معاش جَعْفَرَ لا يَختم لهُ إلا بعناءٍ، وقد رُوي أن عُمر الرُّخجي أخذ منهُ الصك مرةً ثم رمى به في صَحن المَسجِد، ومع ذلك الإهمال والتضييق عليه كُله كان القاضي أحمَد بن أبي دؤاد يحاول ما استطاع أن يُحسن من أمر جَعْفَر عند أخيه الخليفة الواثِق بحكم قُربه منه.
وقيل إن جَعْفَرَ رأى في منامِه قبل الخِلافة، كأن سُكّرًا نزل عليه من السَّماء مكتُوبٌ عليه المُتوكِّل على الله، فقصَّها على أصحابِه، فقالوا: «هي والله الخِلافَة»، فبلغ ذلك أخاه الخَليفةَ الواثِق، فحبسَه، وضيَّق عليه. وقد رُوي عن أبي حشيشة، أنه كان يقول نقلًا عن تنبُؤٍ للخليفة المأمُون عن المُتوكِّل: «كان المأمُون يقول إن الخليفةُ بعدي في اسمهِ عين، فكان يظن أنه ابنهُ العبَّاس فكان المُعْتَصِمَ، وكان يقول: وبعدهُ هاء، فيظن أنه هارُون، فكان الواثِق، وكان يقول: وبعدهُ أصفرُ السَّاقين، فكان يظن أنه أبو الحائز العبَّاس، فكان المُتوكِّل ذلك، فلقد رأيتُهُ إذا جلس على السَّرير يكشِفُ ساقيه، فكانا أصفرين، كأنما صُبغا بالزَّعفران».
وبعيدًا عن المنامات والتأويلات يروي المُؤرِّخ ابن الأثير أن الواثِق حينما فوَّض ابن الزيَّات الأُمور كلها في فترة خِلافتِه، وكَّل على جَعْفَرَ الشاب من يحفظ تحرُّكاتِه، ويأتي بأخباره، وجاءه جَعْفرٌ يومًا طالبًا أن يُكلِّم أخاه الواثِق ليرضى عنه، فوقف بين يديه لا يُكلِّمه، ثُم أشار ابن الزيَّات لهُ بالقُعود فقعد، فلمَّا فرغ من الكُتُب بين يديه، نظر ابن الزيَّات إلى جَعْفَرَ بغضبٍ، وسأله عما جاء به، فذكر لهُ أن يسأل أميرَ المُؤمِنين الرِّضا عنه، فقال ابن الزيَّات لمن حوله في مجلسه: «انظروا، يُغضب أخاه، ثُم يسألني أن أسترضيَهُ له! اذهب! فإذا صلحت رضي عنك»، فقام جَعْفَر عنهُ حزينًا، وتوجَّه إلى أحمد بن أبي دؤاد، فقام إليه ابن أبي دُؤاد واستقبلهُ على باب البيت، وقبَّله، وقال لهُ: «ما حاجتُك؟ جُعلت فداك!» وأخبره بأنه يريد رِضا الواثِق، فقال ابن أبي دُؤاد: «أفعل! ونعمة عينٍ وكرامة!»، وقد كلَّم الواثِقَ بأمر أخيه جَعْفَرَ، فرضي الخليفة بعد تردد وألبسهُ كسوة.

## خلافته

### توليه الخِلافة

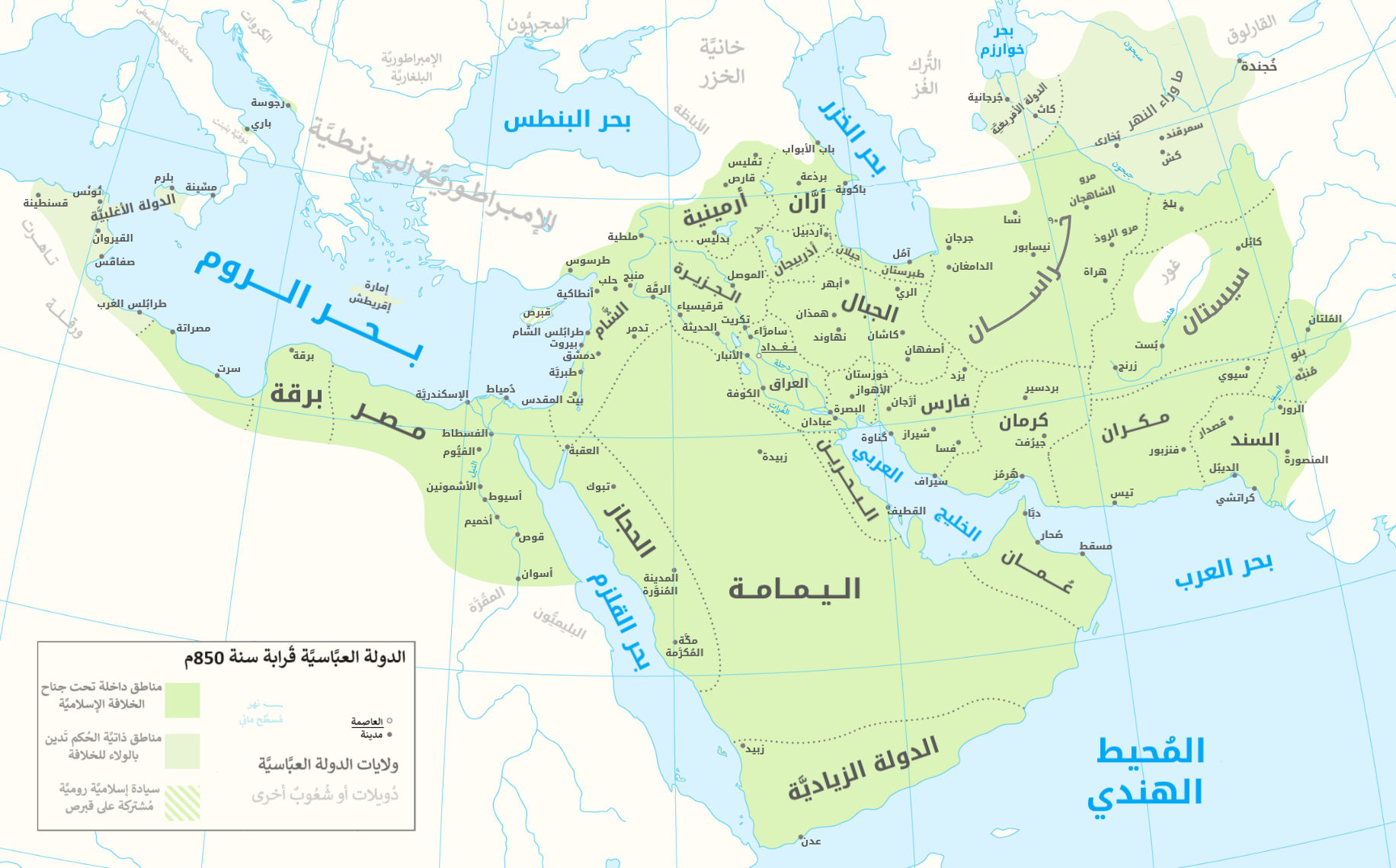
خريطة تُظهر الخِلافة العبَّاسِيَّة في عهد المُتوكِّل قُرابة 850 م

توفي الخليفة هارُون الواثِق بالله في مدينة سُرَّ من رأى يومَ الأربِعاء؛ السَّادِس والعُشْرُون من ذي الحجَّة 232 هـ / العاشِر من أُغُسْطُس 847 م، وكانت مدة خِلافته قصيرة نسبيًا، فلم تتجاوز سِتة أعوام، ونتيجةً لعدم تعيين الواثِق وليًا للعهد أو وريثًا للحُكم من بعده اجتمع كُبراء الدَّولة والقُواد الأتراك في نفس اليوم، وكان المجلس يضم القاضي أحمَد بن أبي دُؤاد، والوزير ابن الزيَّات، والكاتِبان عُمر بن فرج وأحمد بن خالد، وأما القُواد الأتراك فهُم إيتاخ الخَزَريّ، ووَصِيف التُّركي، فتناظروا فيمن يولُّونه الخِلافة، فأشار ابن الزيَّات بمُحَمد بن هارُون الواثِق، وكان غُلامًا صغيرًا لم يبلُغ، وكادتِ البيعة أن تتم له، إذ ألبسوه دُرَّاعة سوداء وقُلنسوة فإذا هو قصيرٌ عليها، فقال لهُم وصيف: «أما تتقون الله! تولُّون مثل هذا الخِلافة وهو لا تجُوز معه الصلاة!»، وقيل بأن ابن أبي دُؤاد هو من تحدَّث وقال عن مُحَمد بن الواثِق: «لو كان أبُوه يعلم أنه يُصلح للأمر لعهد إليه»، فتناظروا، وذكروا عدة أشخاصٍ من بَني العَبَّاس، إلا أن رأي ابن أبي دُؤاد بجَعْفَرَ بن المُعْتَصِم قد غلَب، فاتَّفق رأيهم عليه على الرُّغم من تردد ابن الزيَّات لسوء سجلِّه مع جَعْفَر سابِقًا فتوجَّس خوفًا منه،  وكان جَعْفَر جالسًا مع أبناء الأتراك آنذاك، فاستفهَم الخَبَر، وأخبره بُغا الشَّرابِي بالأمر، وقيل إن إيتاخ هو من أحضره، وكان خائفًا في البداية أن تكون خُطةً من أخيه الواثِق، فمرَّ عليه فوجدهُ قد تُوفي، فجاء إلى المجلس وجلس معهم، فألبسهُ ابن أبي دُؤاد الطويلة السَّوداء وعمَّمُه، وقبلهُ بين عينيه، ثُم قال له: «السَّلامُ عليك يا أميرَ المُؤمِنين ورحمةُ الله وبركاتُه!»، وبايعهُ الحاضِرون، وكانت الشَّمسُ قد غابت، فغسَّل الواثِق وصلَّى عليه.
واقترح ابن الزيَّات أن يُلقِّبه المُنْتَصِر بالله في البداية وقبِل، واستمرَّ ذلك اللَّقب عليه حتى يومِ الجُمعة؛ الثَّامِن والعُشْرُون من ذُي الحجَّة / الثَّاني عَشَر من أُغُسْطُس من نفس العام إلى أن قال ابن أبي دُؤاد: «قد رأيتُ لقبًا أرجو أن يكون مُوافقًا، وهو المُتوكِّل على الله»، فأمر بإمضائه، وكتب به إلى الوِلايات والأمصار العَبَّاسِيَّة، وأمر المُتوكِّل بإعطاء الهاشِميين رِزقَ ثمانيةِ شُهورٍ، ومنح الشَّاكِيريَّة من الجُند مقدار ثمانية شُهور، والمغارِبة مقدار أربعة شُهور، والأتراك أربعة شُهور، فاستبشر به الناس، وكان لحظةَ بيعتِه للخِلافَة يبلغُ من العُمر خَمسةً وعشرين عامًا، وتِسعةَ شُهورٍ. ويُروى أن المُتوكِّل بُويع في ذلك اليوم من قبل سبعةٍ من أولاد الخُلفاء وهُم مَنْصُور بن المَهْدِي، والعبَّاس بن الهادي، وأبُو أحمد بن الرَّشيد، وعبدُ الله بن الأمين، ومُوسى بن المأمُون، وأحمد بن المُعْتَصِم، ومُحَمد بن الواثِق.

### حملة تطهير الدَّولة

#### القبض على ابن الزيَّات
استهلَّ الخليفةُ المُتوكِّل أول سنةٍ من حُكمِه بالقبض على مُحَمد بن عبد الملك وزير الواثِق، والمعرُوف بابن الزيَّات، وذلك في يوم الأربِعاء؛ السَّابِع من صَفَر 233 هـ / الخامِس والعُشْرُون من سَبْتَمْبَر 847 م، وكان المُتَوكِّل حقن عليه نتيجة أفعاله الماضية، منها استحقار ابن الزيَّات لهُ حينما طلب منه أن يسأل الخليفة الرِّضا عنه، وجعلهُ يخرج من داره حزينًا، ولم يكتفِ ابن الزيَّات بذلك، بل حرَّض الواثِق واتَّهمهُ بانعدام رُجولته، ولذلك حينما زار جَعْفَر أخاهُ الخليفة استدعى الأخير حجامًا وأمره بحلق شعر رأس جَعْفَر وضرب وجهِه به، وكانت تلك الأسباب كفيلة بإغضاب المُتوكِّل على ابن الزيَّات.
أمر المُتوكِّلُ إيتاخ الخزري بالقبض عليه، فجاء إلى ابن الزيَّات، وطلب منه الرُّكوب، فظن أن الخليفة يستدعيه، فلما حاذى منزل إيتاخ، خاف ابن الزيَّات، ثم أُدخل حُجرةً ووكَّل عليه بالحِراسة، وأمر إيتاخ غُلمان ابن الزيَّات بالانصراف، فلم يشكوا شيئًا ظنًا أنه عند إيتاخ لشرب النبيذ (وهو منقوع الزبيب في الماء)، كما وجه إيتاخ إلى منازل أصحابِه فهجموا عليهم في دورهم، وأخذوا ما فيها من الأموال واللآلئ والجواهر والجواري، ووجدوا في مجلسه آلات الشراب، كما صادر أموالَه وأملاكَه جميعها وجلبوها للخليفة في القصر الهارُوني حيث يُقيم، وكان ابن الزيَّات شديد الظُّلم، كثير مُصادرة أموال الناس، وقلما يرحمُ أحدًا، فكان يقول: «الرَّحمةُ خَورٌ في الطبيعة». ويروي المُؤرِّخ ابن العُمْرانِي عن مُواجهة الخليفة المُتوكِّل لابن الزيَّات حيث قال له: «ألست الذي قطعت أرزاقي في أيام أخي؟ ألست الذي حلقت شَعري وضربت بهِ وجهي على ملأٍ من الناس»، وكان معرُوفًا بحُسن شَعرِه، وحينما فعل ابن الزيَّات به ذلك، استنكر الناس ولعنُوه على فعله، فهو ابن خليفة وأخُو خليفة وسليل خُلفاء، ويُكمل المُتوكِّل قوله: «ألست كنتَ إذا جئت إليك أقف فلا تأذن لي في الجُلوس وأنت ابن زيَّات وأنا ابن المُعْتَصِم؟».
وكان المُتوكِّل أمر بتعذيب ابن الزيَّات، فمنع الحُرَّاسُ الأخيرَ من الكلام، كما سهروا على تعذيبه، فكلما أراد النَّوم نُخس بالحديد، وكلما أراد الجُلوس إلى الأرض ضُرب، ومكث على أنواع شتَّى من التعذيب أيَّامًا حتى قضى نحبه، وكانت وفاته في الحادي عَشَر من رَبيع الأوَّل 233 هـ / السَّادس من نُوفَمْبَر 847 م. وعلى الرُّغم من ذلك كان المُتوكِّل بعد قتل ابن الزيَّات يرى أن الوزارة والمُلك تفتقر لذلك الزمن من حُسن إدارته للبلاد، ويُبدي أمنيته لو كان حيًا لأفزع بهِ الناس إلا أنهُ أخذه بالدَّم بعد أن رأى قُبح أفعاله اتّجاههُ قائلًا: «لقد كان المُلك مُفتقرًا إلى ابن الزيَّات، وإنما وقف قُبح أفعالِه في وجهي فحملني على إهلاكِه، وكان أخي الواثِق يُعظِّمُه حتى بلغ من إعظامه لمكانهِ، ورفعهِ لقدره أن أمر بضرب اسمه على الدنانير والدراهم، ويُكتب على الطُّرز والتروس والأعلام، إلا أنهُ لم يربط نعمة الله بالشُّكر، وبِودِّي لو كان حيًا كُنت أُفزِّع به الناس».

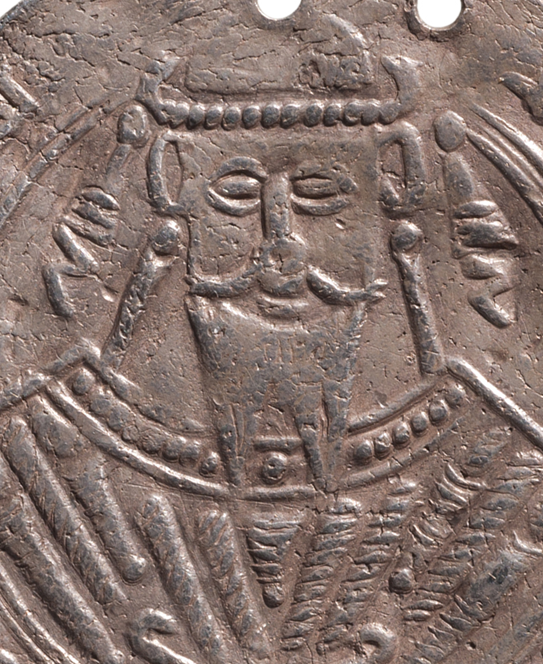
عملة معدنيَّة صُكَّت للخليفة المُتوكِّل على الله.

#### القبض على عُمر بن فَرج الرُّخَّجِي
وبعد مضي خمسةِ شُهُورٍ على اعتقال ابنِ الزيَّات، استأنف المُتوكِّل حملته الانتقاميَّة لرمُوز الحُكم السَّابِقة فأمر بعُمرَ بن فَرَج الرُّخَّجي، وهو الكاتب الذي رمى براتب المُتوكِّل في أيام الخليفة الواثِق في صحن المسجد.
غضب المُتوكِّل عليه وأمر بمُحاسبتِه، فاعتُقل الرُّخَّجي، وأُخِذ مالُه، وأثاث بيته، وأموال بعض أصحابِه وإخوانِه مثلِ أخيه مُحمّد بن فرَج، وكان عُمر الرُّخَّجي ذا ثراءٍ فاحِش، فصُودر منه نحوٌ من 274 ألف دينار، ومن متاعِهِ بمِصْر 62 سفطًا، و34 غُلامًا من الرقيق، ثم ساومهُ المُتوكِّل على 10 مليون درهم، وسمح برد ما حيز منهُ من ضياع الأهْواز فقط، واضطَّر الرُّخَّجي للقَبول وذلك في شهر شوَّال / مايو أي بعد حوالي شهرٍ ونيِّفٍ أو شهرين من الحجز عليه.

#### القبض على غيرهم
استكمل الخليفة المُتوكِّل حملتهُ التطهيريَّة، فأمر بمُحاسبة أبي الوزير أحمد بن خالد، وكان المُتوكِّل قد أقرُّهُ على عملِه لفترةٍ قصيرة ثم ما لبث في ذي الحجَّة 234 هـ / يُوليو 849 م أن غضب عليه، وأمر بمُصادرة أملاكه، فحُمل إلى المُتوكِّل ما يصل إلى 60 ألف دينار، كما حُبس مُوسى بن عبد الملك (أخو ابن الزيَّات)، والهيثمُ بنُ خالدٍ النَّصْراني، وابنُ أخيه سَعدُون بن علي وأولاد إخوته، إلا أن الأخير صُولح على 40 ألف دينار، كما صُولح ابنا أخيه عبدُ الله وأحمد على نيّفٍ وثلاثين ألف دينار، وصُودرت ضياعهُم، وقد غلب على حملة الاعتقالات هذه أنهم كانوا يكنُّون العداء للمُتوكِّل قبل خِلافتِه، ويبدو أنه انتقم منهم بشكلٍ قاسٍ.

### ثورة مُحَمد بن البُعَيْث
كان مُحَمَّدُ بنُ البُعَيثِ عامِلًا على مدينة مَرَند إلا أنه ولتواطئه مع بابَك الخُرَّمِيُّ قُبض عليه زمنَ المُعْتَصِم بالله، فجيء به أسيرًا من أذرُبَيْجان وحُبس في سامرَّاء، ثمَّ تدخَّل بعض القادة لإطلاق سراحه فاشتُرط عليه البقاء في سامرَّاء، وهو ما جرى إلى زمنِ المُتوكِّلِ، ذلك أن الحارس عليه ويُدعى خليفة أخبرهُ أن الخليفة تُوفي، وأعد لهُ دواب، فهرب ابن البُعيث مع حارسه خليفة، واستطاعا الوصول إلى موطن ابن البُعيث مَرَند، وكان لهُ قلعتان إحداهُما شاهي وتقع وسط البُحيرة والأخرى يَكْدَر خارج البُحيرة.

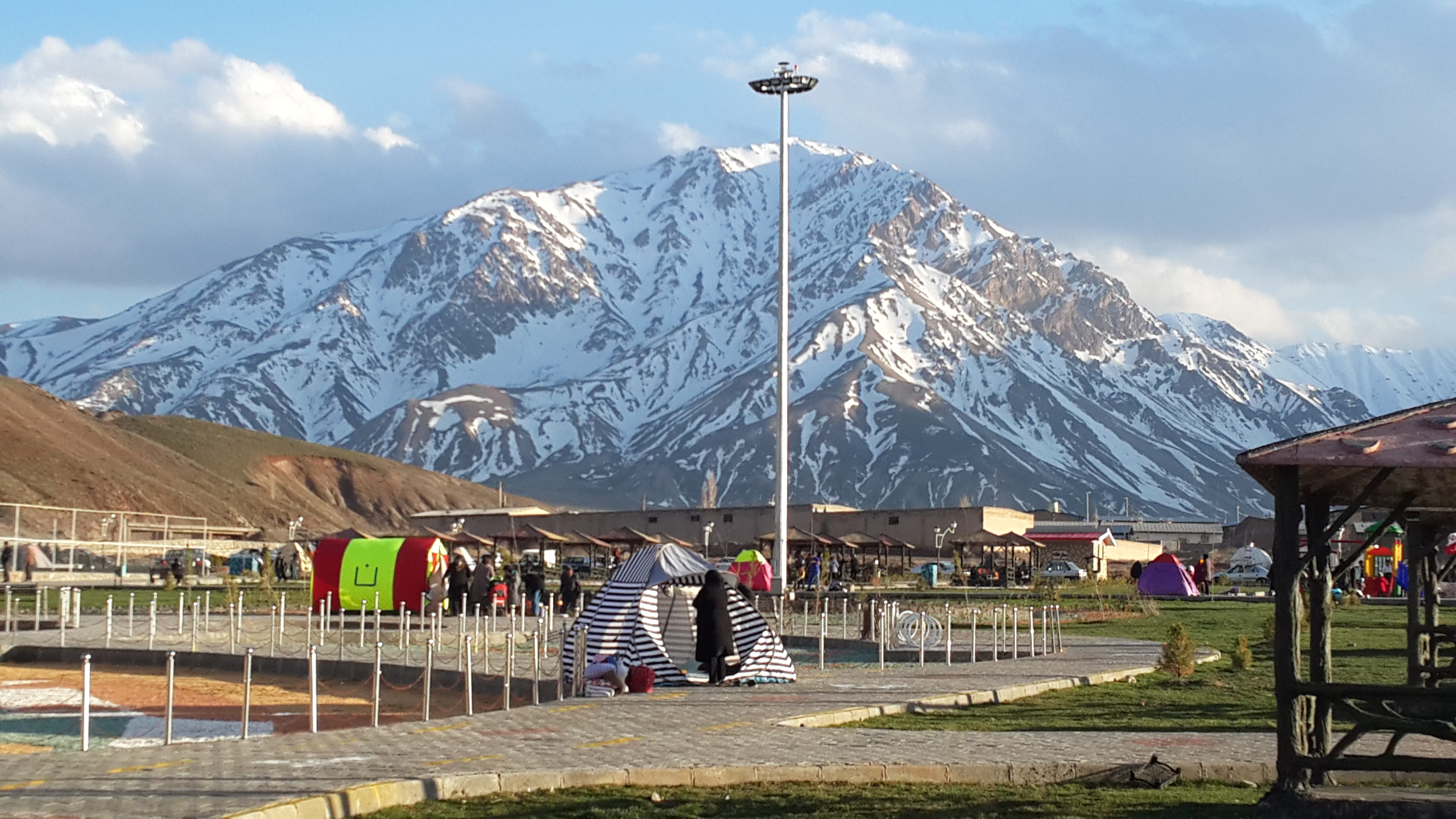
صورة من مدينة مَرَند، والواقعة في مُحافظة أذْرُبَيْجان الغَربيَّة الإيرانيَّة، والتي استقرَّ بها ابن البُعيث وتمرَّد على المُتوكِّل. صُورة تعود لعام 2015 م.

ولعدم كفاءة والي أذرُبَيْجان وعدم استطاعته النيل من ابن البُعيث، عزله المُتوكِّل وعيَّن حمدويه بن علي بن الفضل السَّعدي، فجمع الجُند والشَّاكِريَّة حتى بلغوا عَشرةَ آلاف، واتَّجه لحرب ابن البُعيث، فحاصر السَّعدي مدينة مَرَند، وكانتِ المدينة مليئةً بالبساتين وعُيون الماء، فلمَّا طالت مدة الحصار، وجَّه المُتوكِّل زيرك التُّركي على رأس مائتي فارسٍ من الأتراك، إلا أنهم فشلوا في تحقيق شيء، فبعث المُتوكِّل عمْرَ بنَ سيسل بن كال في تسعُمائةٍ من الشَّاكِريَّة وفشل كذلك، إلا أنه والسَّعدي قطعوا ما حول المدينة نحوًا من مائة ألف شجرة كما يُروى، واستمرَّت الحرب نحو ثمانية شُهور، وكان أتباع ابن البُعيث يفتحون باب القلعة، فيخرجون ويُقاتلون ثم يعودون إليها، كما كانوا يتدلُّون بالحِبال من السُّور معهم الرِّماح، حتى قرر أخيرًا المُتوكِّل إرسال بُغا الشَّرابي على رأس أربعة آلاف من الأتراك، والمغاربة، والشَّاكِيريَّة وأرسل إلى كِبار أصحاب ابن البُعيث بأمان المُتوكِّل، فوافق معظمهم، وفُتح باب القلعة، وفرّ ابن البُعيث هارِبًا، فلحقتهُ كتيبة عبَّاسِيَّة واستطاعت أسره، وانتهب الجُنود منزله ومنازل أصحابه وبعض منازل أهل المدينة، ثُم نودي بالأمان، كما أُسر لابن البُعيث أختان وثلاث بنات وعدة أُسارى، وقد أمر بُغا الشَّرابي بالمُنادي لمنع النَّهب.
قدِم بُغا الشَّرابي ومعهُ أسيرُه مُحَمد بن البُعيث، وأخواه صقر وخالد، ومائة وثمانون إنسانًا من وُجوه أصحابِه إلى مدينة سُرَّ من رأى في شهر شوَّال 235 هـ / أبريل أو مايو 850 م، فأوقف بين يدي الخليفة المُتوكِّل، فأمر بضرب عُنقِه، فجاء السيَّافُون وأحاطوه، فسأله المُتوكِّل عن سبب فعله، فقال ابن البُعيث:«الشَّقوة يا أميرُ المُؤمِنين، وأنت الحبلُ الممدود بين الله وبين خلقِه، وإن لي فيك لظناً أسبقهُما إلى قلبي أوْلاهُما بِك، وهو العفُو» ثُم ارْتَجَلَ شِعرًا قائلًا:
فعجَب المُتوكِّل لأدبِه، وعفا عنه، ويُقال إن محمداً بنَ المُتوكِّل شفع فيه، كما أُطلق سراح أبنائه وجواريه وتوفيت خالة لابن البُعيث بسبب فرحها الشديد، وقد تُوفي ابن البُعيث بعد دخول سُرَّ من رأى بشهر.

### مقتل إيتاخ الخزَرِيّ
كان إيتاخ غُلامًا حُوريًا، طبَّاخًا لسلَّام الأبرش، فاشتراه المُعْتَصِم بالله سنة 198 هـ / 814 م في عهد الخليفة المأمُون لشجاعتِه وإقدامِه، فرفعهُ المُعْتَصِم ومن بعده ابنهُ الخليفة الواثق بالله إلى رُتُبٍ عالية، فكان مسؤُولًا كبيرًا في الجيش، وكان المُعْتَصِم إن أراد قتل أحد، يعمُد إلى إيتاخ كي يقتلُه بيده أو بأوامره، ومِمن قتلهُم العبَّاس بن المأمُون وأشقاؤه من سُنْدُس المأمُونيَّة، وابن الزيَّات، وصالح بن عُجيف، وغيرهم، وقد بلغ في عهد المُتوكِّل مرتبةً عالية لا يُستهان بها، فكان قائدًا من قادة الجيش العَبَّاسِي، وإليه تُجبى الأموال، والبريد، والحجابة وحتى دار الخِلافَة.
فلمَّا تولَّى المُتوكِّل الخِلافَة، وفي أثناء إحدى جلسات الشَّراب، صرخ المُتوكِّل على إيتاخ، ما أثار غضب الأخير، والذي همَّ على قتل الخليفة إلا أنه توقف في اللحظات الأخيرة، وحينما أصبح الصباح، أخبر المُتوكِّل بما فعل معه، فاعتذر إليه، وقال لهُ: «أنت أبي، وأنت ربَّيْتُني»، ولعلَّ كلام المُتوكِّل جاء خوفًا من رد فعلٍ انتِقاميّ غير محسُوب، ثم دسَّ لهُ من يُشير عليه بالاستئذان للحجّ، فاستأذن إيتاخ الخليفة فأذن له، وصيَّرهُ أميرًا على كُل بلدٍ يدخلهُا خِلال مسيرة الحج، فلما خرج من سُرَّ من رأى نقل الخليفة أمر الحِجابة إلى وصيفٍ التُّركي في ذي القعدة 234 هـ / يُونيو 849 م.
وبعد أن عاد إيتاخ من مَكَّة كَتَب المُتوكِّل إلى إسحاق بن إبراهيم المُصعبيّ حاكم بَغْدَاد يأمرهُ بحبسِه، وقد أرسل المُتوكِّل الهدايا في طريق إيتاخ، وكان إيتاخ يُريد المسير إلى سُرَّ من رأى، إلا أن إسحاق أرسل إليه بأن الخليفة يأمرهُ بضرورة دُخوله بَغْدَاد، ليلقى بَني هاشِم، ووُجوه بَغْدَاد، ويأمر لهُم بالجوائز التي أرسلها الخليفة.
وقد استقبلهُ إسْحاق بن إبراهيم بحفاوة واحترام، وكان إيتاخ مع ثلاثمائة من غُلمانِه وحرسِه، فلما دخل إيتاخ دار خُزيمة بن خازم، وُكِّلَ بالحُرَّاس، ومنع أصحاب إيتاخ من الدخول، وحينما رأى إيتاخ ذلك شعر بالغَضب والغدر، وقد حُبس ولداه مَنْصُور ومُظفَّر، وكاتباه سُليمان بن وهب، وقُدامة بن زياد، فأرسل إيتاخ إلى إسحاق: «قد علمت ما أمرني به المُعْتَصِم والواثِق في أمرك، وكنتُ أدافع عنك، فليُشفعني ذلك عندك في ولديّ، فأمَّا أنا فقد مرّ بي شدة ورخاء، فما أبالي ما أكلتُ وما شربتُ، وأما هذان الغُلامان فلم يعرفا البُؤس، فاجعل لهُما طعامًا يصلحهُما»، ففعل إسحاق ما أراده، وقُيِّدَ إيتاخ، وجُعل في عُنُقِه 80 رطلًا، كما مُنع من شرب الماء، فمات عَطِشًا، على غِرار ما قام به بالعبَّاس بن المأمُون في مَنْبِج، فمات إيتاخ في الخامِس من جَمادى الآخرة 235 هـ / الثَّامِن والعُشْرُون من دِيسَمْبَر 850 م، وبذلك يكون المُتوكِّل قد قضى على أكبر خطر يُهدد نُفوذَه آنذاك.

### الزلازل والمصائب

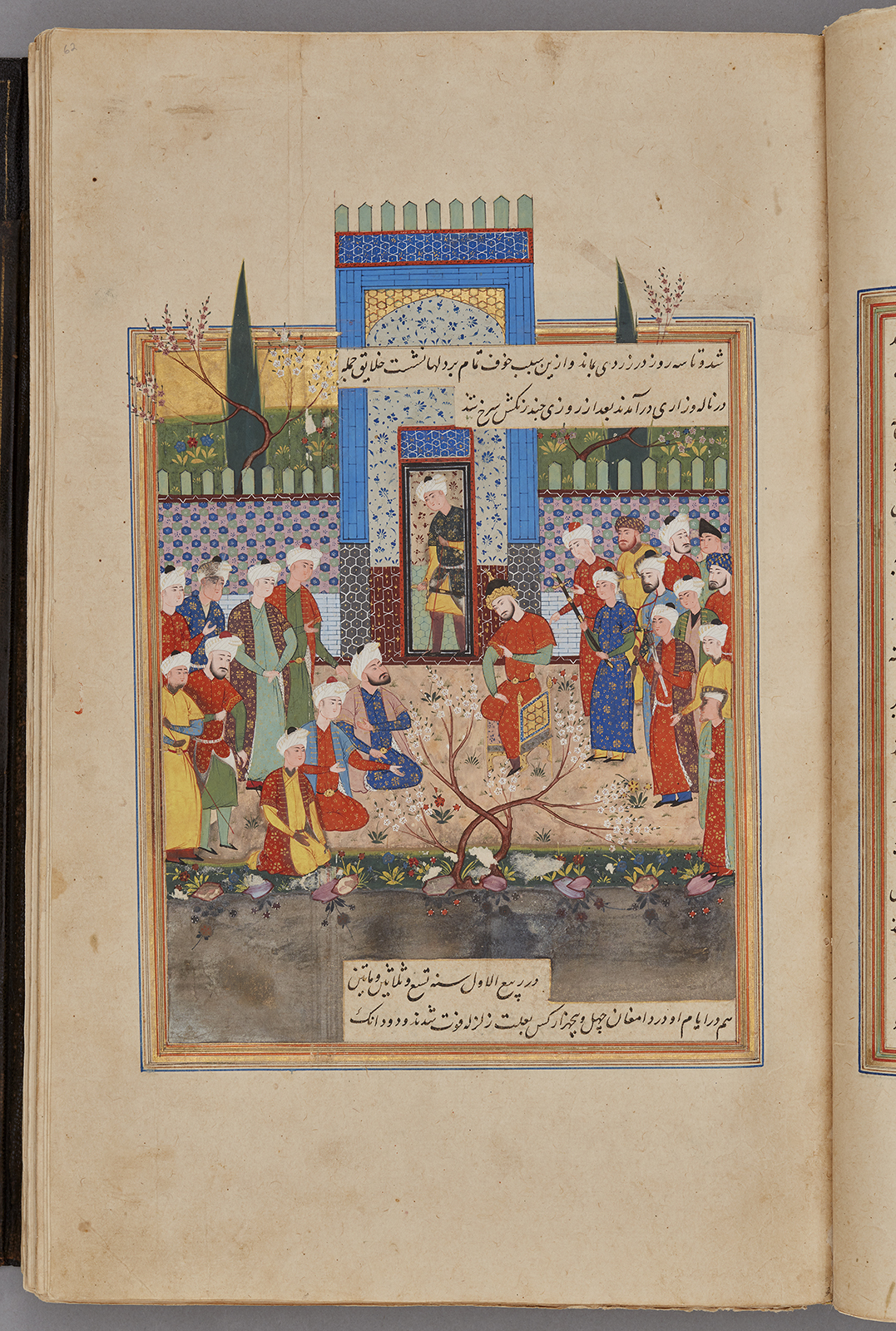
مُنَمْنِمة فارِسيَّة تُظهر الخليفة المُتَوكِّل على الله في مأدبة على ضفاف نَهْر دَجْلة قبل حدوث فيضان هائل، في إشارة إلى الكوارث والزَّلازل التي حدثت في عهدِه.

يروي المُؤرخين أن الزَّلازِل عمت الدُّنيا في زمن الخليفة المُتوكِّل وحدثت بها ظواهر غير معروفة، ففي السنة الأولى من حُكمِه أصاب الحُجَّاج في العَوْد عطشٌ شديد، وبلغت الشُّربة عدة دنانير، مات على اثرها خلقٌ كثير، وتزامن في تِلك السَّنة مجاعة شديدة ظهرت في الأنْدَلُس لم تنتهي إلا بعد قُرابة العام.
وحدث أن هطَل مطرًا عظيمًا لم يُسمع مثله في المَوْصِل حتى قيل أنه مات نحو مائة ألف إنسان، فقد فاضت دَجْلة زيادة كبيرة، فدخلت المياه للأسواق، مما جعل والي المَوْصِل غانم بن حُمَيد الطُّوسي يدفن مع جنده قرابة 30 ألفًا وذلك في سنة 233 هـ / 847 أو 848 م.
وبعد مرور ثلاثُ سنوات من هُطول المَطَر في المَوْصِل، وتحديدًا في ذُو الحجَّة 235 هـ / يُونيو أو يُوليو 850 م، تغيَّر لون ماء دَجْلة إلى الصُّفرة مدة ثلاثة أيام، ففزع الناس وظهر المُتشائمون، حتى صار في لون ماء المَمدود. وقد كثر انقضاض النُّجوم في إحدى الليالي، فكانت كثيرة لا تُحصى، واستمرت من العِشاء الأخير حتى الصَّبح. كما زُلزلت الأرض تحت منطقة الرَّي حتى هدَّمت المساكن، وقتلت خلقًا كثيرًا منها، وما زال تردُّداتها أربعين يومًا. كما خرجت من أرض التُّرك ريحًا قتلت خلقًا كثيرًا، وكان يصيبهم بردًا مُسببًا للزُّكام، وغزت سَرْخَس، ونِيس، وهَمَذان، والرَّي، حتى انتهت إلى حَلوان من أرض فارِس، وحدث كُل ذلك في سنة 243 هـ / 855 م.
وبعد سنةٍ من هذه الأحداث العصيبة، وتحديدًا في شهر شَعْبان 242 هـ / دِيسَمْبَر 856 م، رُصد زلازل هائلة في قُومِس وضواحيها من جِبال طَبَرسْتان، فتهدَّمت الدُّور، وهلك تحتها خلقٌ كثير، حتى قيل أن عدَّتهُم بلغت 45 ألفًا، كما ظهرت زلازل أخرى وأصوات غير معروفة في الشَّام، وفارِس، وخُراسان، وحدث خسفٌ في اليَمَن.
ومن الأحداث المُدمِّرة الخِتاميَّة في عهد المُتوكِّل، وتحديدًا في سنة 245 هـ / بين 859 و860 م، شهدت بِلاد المَغرَب زلزالًا عنيفًا، فتضرَّرت وخرِبت الحُصون والمنازل، ففرَّق المُتوكِّل ما مقدارُه ثلاثة آلاف ألف درهم فيمن أُصيب بمنزله، كما زُلزلت المدائن، وأنطاكية فقُتل بها الكثير، وسقط منها نحو ألفٌ وخُمسمائة دار، وسمعوا أصواتًا هائلة لا يُعرف وصفُها، حتى تقطَّع جبلُها الأقرع وسقط في البحر. كما هاج البَحر في تِلك الأيام، وارتفع منهُ دُخانٌ أسود مُظلم مُنتنٌ، وسمِع أهل سِيس فيما رُوي صيحةً هائلة، مات منها خلقٌ كثير، وظهر زلزال كبير في ديار بَكر، والجزيرة الفراتية، ومنطقة الثُّغور الشاميَّة، كما امتدَّ الزلزال إلى الشَّام، ولم يسلم من أهل اللَّاذِقيَّة إلا القليل، ومات مُعظم أهالي جَبْلة. وغارت في نفس السنة عُيون مكَّة، فقام المُتوكِّل بإرسال مائة ألف دينارًا لإجراء الماء من عرفات إليها.

### التضييق على أهلُ الذمَّة

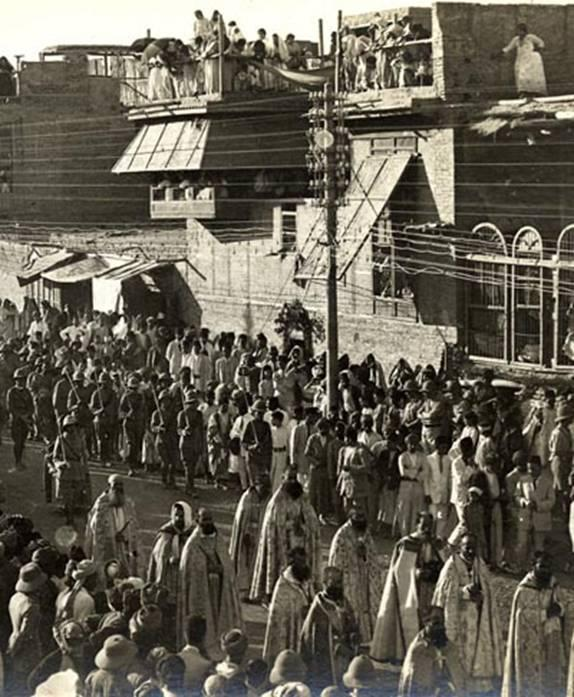
موكب احتفالي للأقليَّة المسيحيَّة في بَغْدَاد، والذين يُعبَّر عنهم بلفظ أهلُ الذِّمَّة مع اليهود أثناء الدُّول الإسلاميَّة المُبكرة. صورة تعُود لعام 1920 م.

كان الخليفة المُتوكِّل مُنفردًا عن بقيَّة الخُلفاء السَّابقين من جهة التَّعامُل المرِن والمُتسامح مع أهلُ الذِّمَّة، ففي شوَّال 235 هـ / أبريل أو مايُو 850 م، أصدر المُتوكِّل بسلسلة من الإجراءات التي أدَّت للتضييق على النَّصارى تحديدًا، فميَّزهُم باللباس، والعمائم، والثياب، وأمرهم بلبس الطيالسة العسليَّة اللَّون، وشدّ الزنانير، وركُوب السرج بالركب الخشب، وعمل رُقعتين على لباس عبيدهم مُخالف للون الثُّوب، ومن خرج من نسائِهم فيلبسن إزارًا عسليًّا، وبهدم الكنائس التي بُنيت حديثًا في البِلاد، وبفرض ضريبة العشر من منازلهم، كما جعل على أبواب دُورهم صُور شياطين من خشب، ولم يكتفِ بذلك فحسب، بل نهى أن يُستعان بهم في أعمال السُّلطان، وبتسوية قُبورهم على الأرض، وحرَّم على المُسلمين أن يُعلموا أولاد النَّصارى أو اليَهُود، وكتب بذلك إلى سائر الأقاليم والآفاق كِتابًا مُطولًا يُوضح فيها رؤيته ومنهجُه، جاء منها:
...وقد رأى أمير المؤمنين- وبالله توفيقه وإرشاده- أن يحمل أهل الذمة جميعا بحضرته وفي نواحي أعماله، أقربها وأبعدها، وأخصهم وأخسهم على تصيير طيالستهم التي يلبسونها، من لبسها من تجارهم وكتابهم، وكبيرهم وصغيرهم، على ألوان الثياب العسلية، لا يتجاوز ذلك منهم متجاوز إلى غيره، ومن قصر عن هذه الطبقة من أتباعهم وأرذالهم، ومن يقعد به حاله عن لبس الطيالسة منهم أخذ بتركيب خرقتين صبغهما ذلك الصبغ يكون استدارة كل واحدة منهما شبرا تاما في مثله، على موضع أمام ثوبه الذي يلبسه، تلقاء صدره، ومن وراء ظهره، وان يؤخذ الجميع منهم في قلانسهم بتركيب أزرة عليها تخالف ألوانها ألوان القلانس، ترتفع في أماكنها التي تقع بها، لئلا تلصق فتستر ولا ما يركب منها على حباك فتخفى، وكذلك في سروجهم باتخاذ ركب خشب لها، ونصب أكر على قرابيسها، تكون ناتئة عنها، وموفية عليها، لا يرخص لهم في إزالتها عن قرابيسهم، وتأخيرها إلى جوانبها، بل يتفقد ذلك منهم، ليقع ما وقع من الذي أمر أمير المؤمنين بحملهم عليه ظاهرا يتبينه الناظر من غير تأمل، وتأخذه الأعين من غير طلب، وأن تؤخذ عبيدهم وإماؤهم، ومن يلبس المناطق من تلك الطبقة بشد الزنانير والكساتيج مكان المناطق التي كانت في أوساطهم، وأن توعز إلى عمالك فيما أمر به أمير المؤمنين في ذلك إيعازا تحدوهم به إلى استقصاء ما تقدم إليهم فيه، وتحذرهم إدهانا وميلا، وتتقدم إليهم في إنزال العقوبة بمن خالف ذلك من جميع أهل الذمة عن سبيل عناد وتهوين إلى غيره، ليقتصر الجميع منهم على طبقاتهم وأصنافهم على السبيل التي أمر أمير المؤمنين بحملهم عليها، وأخذهم بها إن شاء الله.
فاعلم ذلك من رأي أمير المؤمنين وأمره، وانفذ إلى عمالك في نواحي عملك ما ورد عليك من كتاب أمير المؤمنين بما تعمل به إن شاء الله، وأمير المؤمنين يسأل الله ربه ووليه أن يصلي على محمد عبده ورسوله صلى الله عليه وملائكته، وأن يحفظه فيما استخلفه عليه من أمر دينه، ويتولى ما ولاه مما لا يبلغ حقه فيه إلا بعونه، حفظا يحمل به ما حمله، وولاية يقضي بها حقه منه ويوجب بها له أكمل ثوابه، وأفضل مزيده، أنه كريم رحيم.

وكتب إبراهيم بن العباس في شوال سنة خمس وثلاثين ومائتين.

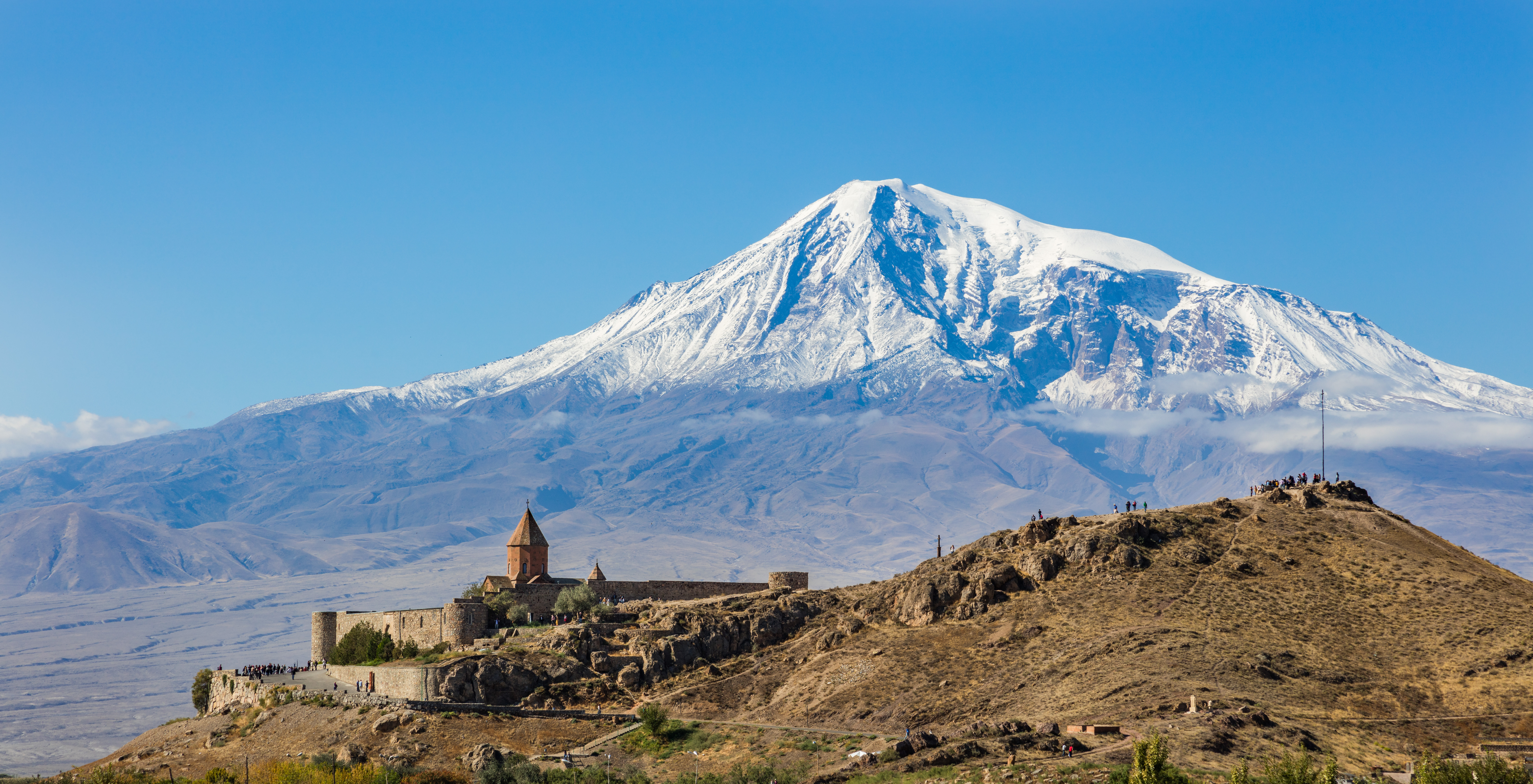
صورة لجبل خُور فيراب، ومن الخلف يظهر جبل أرارات الشَّهير في السُّهول الأرمنيَّة، والتي شهدت المنطقة حملة بُغا الكبير. صُورة تعُود لعام 2016 م.

وبعد مُرور عدة أعوام، وتحديدًا عام 239 هـ / 853 أو 854 م، أمر المُتوكِّل بفرض لِباس بذراعين عسلَّيتين على الأقبية والدراريع، ومنع ركُوبهم الخَيْل، والبَراذِين، ليقتصر ركُوبهم على البِغال والحَمير.

### ثوْرَة البطارِقة
تسلَّم يُوسف بن مُحَمَّد بن يُوسف وِلاية أرمِينية بقرارٍ من الخليفة بعد وفاة أبيه أبا سعيد مُحَمد بن يُوسف المَرُوزي، فسار إلى البِلاد، ووجَّه عُماله في كُل ناحية، وقد حدث أن خرج عليه بِطريق البطارِقة بُقراط بن أشُوط طالبًا الإمارة لنفسه، فأخذهُ يُوسف الوالي وقيَّدُه مع ابنهِ نعمة، وأرسلهُ إلى نائب الخليفة المُتوكِّل، فاجتمع بطارقة أرمِينية مع ابن أخي البطريق بُقراط، واتفقوا على قتل الوالي يُوسف، ووافقهم على ذلك مُوسى بن زُرارة، وكان مُتزوجًا ابنة بُقراط، وعلِم يُوسف الوالي بذلك، فقرر الخُروج من مكانه، وفي أثناء ذلك الحين كان الشِّتاء قد حلَّ على أرمينية، فهبط ثلجٌ عظيم، فثار النَّصارى، وحاصرُوا مدينة طرُون التي يُقيم بها الوالي يُوسف بن مُحَمد، فخرج إليهم ليُقاتلهم فقتلوه وكُل من كان يُقاتل معه، وأمَّا المُسلمين العُزل، فأمروهم بنزع الثياب، والنفي من المدينة حُفاةً عُراةً، فمات الكثير منهم من شدة البرد.
وحينما وصلت الأنباء إلى الخليفة المُتوكِّل، أمر بُغا الكَبير بقيادة جيش كثيف جدًا وسيَّرهُم إلى أرمِينية، فبدأ بُغا حملتهُ من مدينة أرْزَن بالقُرب من أخْلاط، وكان بها مُوسى بن زُرارة صهر بُقراط وأحد الثائرين، وتمكَّن بُغا من الإيقاع به، وحملهُ إلى الخليفة المُتوكِّل، ثُم اتجه نحو النَّصارى في مدينة طرُون وما جاورها، فقاتلهم وأباح دمُهُم حتى بلغوا نحو ثلاثين ألفًا، وسبى منهم أعدادًا كبيرة، ثُم سار إلى بلاد الباقْ من كُورة بَسْفَرجان وأسر أحد الثائرين وهو أشُوط بن حمزة، وضبط الأمن في المنطقة.

### ثّوْرَة تفليس

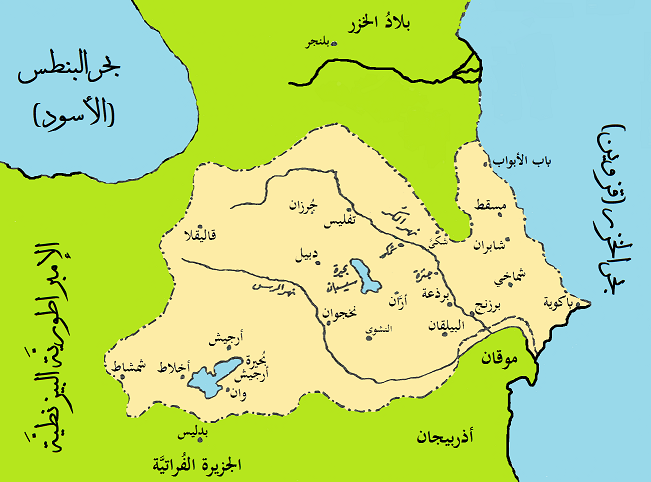
خريطة تُظهر بِلاد أرمينيَّة ومُدُنها التَّارِيخيَّة الخاضعة تحت سيطرة ونُفوذ الخِلافَة العَبَّاسِيَّة.

وضُمن سلسلة مُحاربة المُتمردين والثائرين في ولاية أرمينية، سار بُغا الكبير نحو دَبيل وأقام بها شهرًا فحشد واستعد، ثُم زحف باتجاه تَفْلِيس في العاشِر من رَبيع الأوَّل 237 هـ / الرَّابِع عَشَر من سَبْتَمْبَر 851 م فحاصرها، وكان هدفه إخضاع إسحاق بن إسماعيل، وهو مولى لبَني أُمَيَّة، وقد بعث بُغا بالنفَّاطِين ليقصفوا ويرجموا المدينة بالنَّار، واستطاعوا إضرام النَّار بقصر ابن إسماعيل، والذي تمكَّن الأتراك والمغارِبة في الجيش العبَّاسي من أسره مع ابنِه عُمر، ثم جيء به إلى بُغا فأمر بضرب عُنُقِه، ثم احترقت تَفْلِيس وقام بُغا بعمل السيف في المدينة، حتى قيل أنُه قُتل في المدينة نحو خَمسُون ألفًا، وأُسر من بقي حيًا بها. استمر بُغا في حملته، حيث أرسل الجيش نحو قلعةً بين بَرْدَعة وتَفْلِيس، فدخلوها وأسروا بِطريقها، ثم توجَّه إلى عِيسى بن يُوسف في قلعة كِيس، وهي من كُور البَيْلقان، ففتحها وأسرُه ومعهُ جماعةً من البطارِقة، ولم يزِل بُغا يسير في بِلاد أرمينية، وأرَّان، وأذرُبيْجان، حتى استطاع إخماد تمرُّدات جميع العُصاة والكثير من البطارقة الثَّائرين بحلول سنة 238 هـ / 852 م.

### عقد البيعة لأبنائه الثلاثة
بعد أن رأى الخليفة المُتوكِّل خُطورة الأتراك وأبعاد وجُودهم في دائرة الحُكم، قرر قطع طريق التدخُّل في اختيار خلفٍ له، فقام في يوم السَّبت السَّابع والعُشرون من ذُو الحجَّة 235 هـ / الخامِس عَشَر من يُوليو 850 م، بعقد البيعة لبنيه الثلاثة، وهُم مُحَمد ولقَّبهُ بالمُنْتَصِر، ومُحَمد ولقَّبهُ المُعتَز، وإبراهِيم ولقَّبهُ المُؤيَّد، وعقد لكُل واحد منهم لوائين، أحدهُما أسود وهو لواء العهد، والآخر لواءٌ أبيض وهو لواء العمل، وضم إلى كُل واحد من العمل بِلاد وأمصار. وقد قسَّم البِلاد وشُؤونها كالتالي:
- يتولَّى المُنتَصِر بالله ولايات إفريقية، والجَزيرة الفُراتية، والعواصِم والجَزيرة العَربيَّة، ومِصْر، والجبال.
- يتولَّى المُعتَز بالله كُور خُراسان، وطَبَرسْتان، وأرمينية، وأذرُبيجان، وبعد خمسة أعوام ضمَّ إليه خُزن بيوت الأموال في جميع الآفاق، وأمر بضرب اسمِه على الدَّراهم.
- يتولَّى إبراهيم المُؤيَّد مُعظم بِلاد الشَّام حينها، وهي جُند دِمَشْق، وجُند حِمْص، وجُند الأُردُن، وجُند فِلَسْطِين.

وكتب كِتابًا مُليئًا بالأيمان والعُهود ورتَّب ترتيب خطّ الخِلافَة من بعده بالتَّفصيل في ذلك، إلا أن ذلك كان لهُ عواقب وخيمة مُستقبلًا. إلا أن ذلك قد تغيَّر في نفس المُتوكِّل، وأراد لاحقًا تقديم المُعتَز على المُنْتَصِر لمحبَّتِه لأُمِّه قبيحة، فسأل المُنْتًصِر أن يتنازل عن ولاية العهد، فرفض الأخير، وكان المُتوكِّل مُنزعجًا بشدَّة منه، فأصبح يُحطُّ من مكانتِه، ويُهددهُ ويشتمُه أمام العامَّة، وكان ذلك من أسباب ميل المُنْتَصِر إلى الأتراك بعد أن اجتمعت الأسباب لتكوين جبهة مُعارضة لقرارات المُتوكِّل.

### ظهور النَّيسابُوري
وفي العاصِمة العَبَّاسِيَّة سُرَّ من رأى، ظهر رجُل مُدعٍ للنّبُوَّة يُدعى محمُود بن الفَرَج النَّيْسابُوريّ وزعِم أنه ذُو القَرنَيْن، وكان أنصارُه سبعة وعُشرُون رجُلًا، وقد قام رجُلين من أتباعه بنشر أمره، ودعوا النَّاس لاتباعه، فلمَّا علِم الخليفة المُتوكِّل بالأمر، أمر بإحضاره مع أتباعِه وأصحابِه، وكانوا قد جاؤوا من نَيْسابُور مع أبنائهم، وفيهم شيخ كان يدعو لنبوَّة النَّيْسابُوريّ، ويزعم أن جَبْريل يأتيه بالوحي، فأمر المُتوكِّل بضرب محمُود النَّيْسابُوريّ مائة سُوط، فلم ينكر نبوِّته مع ذلك، وبعد أن ضُرب الشيخ الذي كان يشهد لهُ بالنَّبوَّة أربعين سُوطًا، أنكر نبوّتِه، وحُمل بالنَّيْسابُوريّ إلى العامَّة، فكذَّب نفسُه، وأن الشيخ خدعُه، ثُم أُمر بضربه بالسيَّاط، فضُرب ضربًا شديدًا حتى مات من شدَّة الضرب، وذلك يوم الأربعاء، في الثَّالث من ذُو الحجَّة 235 هـ / الواحِد والعُشرُون من يُونيو 850 م.

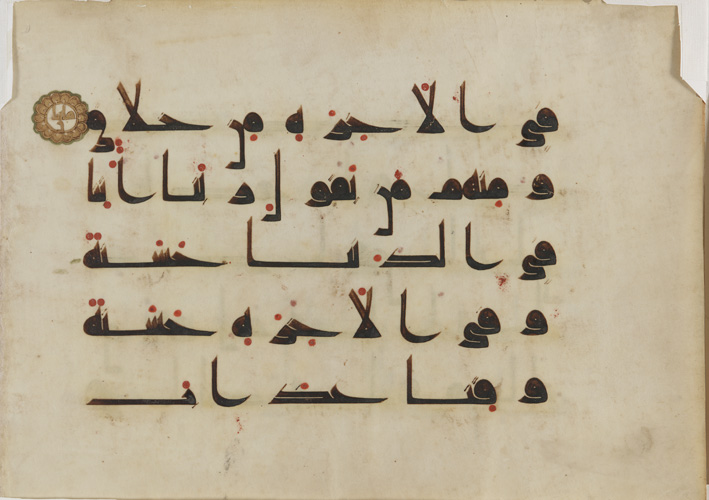
مخطُوطة قُرآنِيَّة من العَصْر العَبَّاسِيُّ، في القرن التَّاسِع أو العاشِر مِيلاديّ، حيث كُتبت بالخَطُّ الكُوفِيُّ:

### إنهاء محنة خلق القُرآن
بعد أن تولَّى المُتوكِّل الخِلافة، نهى عن الجِدال في مسألة خلق القُرآن وغيره من أفكار المُعْتَزِلة في مجلسه، وبعث كُتُبًا بذلك إلى الآفاق، ولكن يبدو أنها لم تكُن ذا تأثير كبير حينها، وكان يُفكر بإنزال جُثة الإمام والعالِم السُّنِّي أحمد بن نصر الخُزاعِيّ من على خشبة منصُوبة في بَغْدَاد، والذي صُلب وقُتل في عهد الواثِق سنة 231 هـ / 845 م نتيجة التزامه بمبدأ أن القُرآن كلامُ الله وأنه لم يقول بخلقِه، وكان ذلك يُعتبر مُؤديًا للكُفر بحسب المُعْتَزِلة، وحينما سمِع المُعتزليُّون وأنصارهم بما يُخطط له الخليفة المُتوكِّل، اجتمعوا تحت الخشبة، وكثروا وتكلّموا، فبلغ ذلك المُتوكِّل، والذي وجَّه إليهم نَصْر بن اللَّيْث مع الجُند، فقبض على عِشرين رجُلًا منهم، فضربهم وحبسهم، ولم يُنزل جَسَد الإمام الخُزاعيّ، وانشغل النَّاس بالحديث حول منع المُتوكِّل لأي اجتماع، أو القيام بأي نشاط حركي يدعُو للجدال في مسألة خلق القُرآن.

#### مُحاربة المُعتزلة
كان القاضي المُعتزليّ أحمد بن أبي دُؤاد قاضي القُضاة، وعظيم الدَّولة، وقد حفظ لهُ المُتوكِّل بالرُّغم من اختلافه المذهبيُّ عنه، مكانتهُ، وسابقتهُ بعد أن كان يعطفُ على المُتوكِّل في الوقت الذي كان فيه غير مُقربًا من وُزراء ومسؤُولي الواثِق، فاستمر ابن أبي دُؤاد على عمله حتى العُشرُون من صَفَر 237 هـ / السَّادس والعُشرُون من أُغُسْطُس 851 م، حيث أُصيب بفالِج، وعجِز عن عمله، فقام مقامه ابنه مُحمد بن أحمد لمدة خمسة أيام، ويبدو أن المُتوكِّل وجدها فرصة للقضاء على نُفوذ آل أبي دُؤاد بشكلٍ خاص، والمُعْتَزِلة بشكلٍ عام، حيث غضب منه المُتوكِّل وعلى أبيه، فعزلهُ وأمر بالتوكيل على ضياع أحمد بن أبي دُؤاد في الخامِس والعُشْرُون من صَفَر 237 هـ / الواحِد والثَّلاثون من أُغُسْطُس 851 م، كما حبس ابنهُ مُحَمّد وإخوته عند عبدُ الله بن السَّري صاحِب الشُّرطة، ثُم حُمل إليه 20 ألف دينار، وجواهر بقيمة 20 ألفًا أيضًا، ثم صُولحوا على 16 مليون درهم، وأشهد عليهم جميعًا ببيع كُل ضيعة لهُم. وفي أواخر سنة 239 هـ / مُنتصف 854 م، تُوفي مُحمد بن أحمد بن أبي دُؤاد، وبعد وفاته بعشرين يومًا تُوفي أبُوهُ أحمد وهم على تِلك الحال.

#### إحياء السُّنة
وفي عيد الفطر 237 هـ / الثُّلاثُون من مارس 852 م، أمر المُتوكِّل بإنزال جثة الإمام والعالم أحمد بن نصر الخُزاعي، وأمر بردّه إلى أولياء أمره، ففرح النَّاس بذلك فرحًا شديدًا، واجتمع عدد هائل من الناس في جنازته كما يُروى، وجعلوا يتمسَّحُون بها وبأعواد نعشه، فكتب المُتوكِّل إلى نائبه يأمرهُ بردعهم عن التقرُّب بهذه الطريقة والمُغالاة في البشر. ثُم كتب المُتوكِّل في نفس الفترة إلى الآفاق، بالمنع من الكلام في مسألة الكلام، والكفَّ عن القول بخلق القُرآن، وأن من تعلم عِلم الكلام، وتكلَّم فيه، فالمُطبِق - وهو سجنٌ سيئ السُّمعة - مأواهُ إلى أن يمُوت، وأمر النَّاس أن لا يشتغل مِنهم أحد إلا بالكِتاب والسُّنة.

#### إكرام ابن حنبل
بعدما وُلي المُتوكِّل للخِلافة، استبشر الناس بولايته، فقد أمر بالتوقَّف في القول بخَلْق القُرآن، وحارب المُعْتَزِلة، ثم كتب إلى نائبه في بَغْدَاد آنذاك إسْحاق بن إبراهيم الخُزاعِي بأن يُكرِّم الإمام أحمَد بن حَنْبَل، وبالغ إسحاق في إكرامه وتعظيمه بناءً على إعظام الخليفة له، ثم سأله عن القُرآن، فقال الإمام ابن حَنْبَل: «سُؤال تنعت أو استرشاد»، فجاوب بأنهُ استرشاد، فجاوبهُ ابن حَنْبَل: «هو كلامُ الله مُنزل غير مخلُوق»، فاطمأن إسحاق لجوابه، مع أنه كان لهُ مسؤولية في مسألة خَلْق القُرآن في عهد الخُلفاء الأواخر الثَّلاث وكان مسؤولًا عن ضرب ابن حَنْبَل.

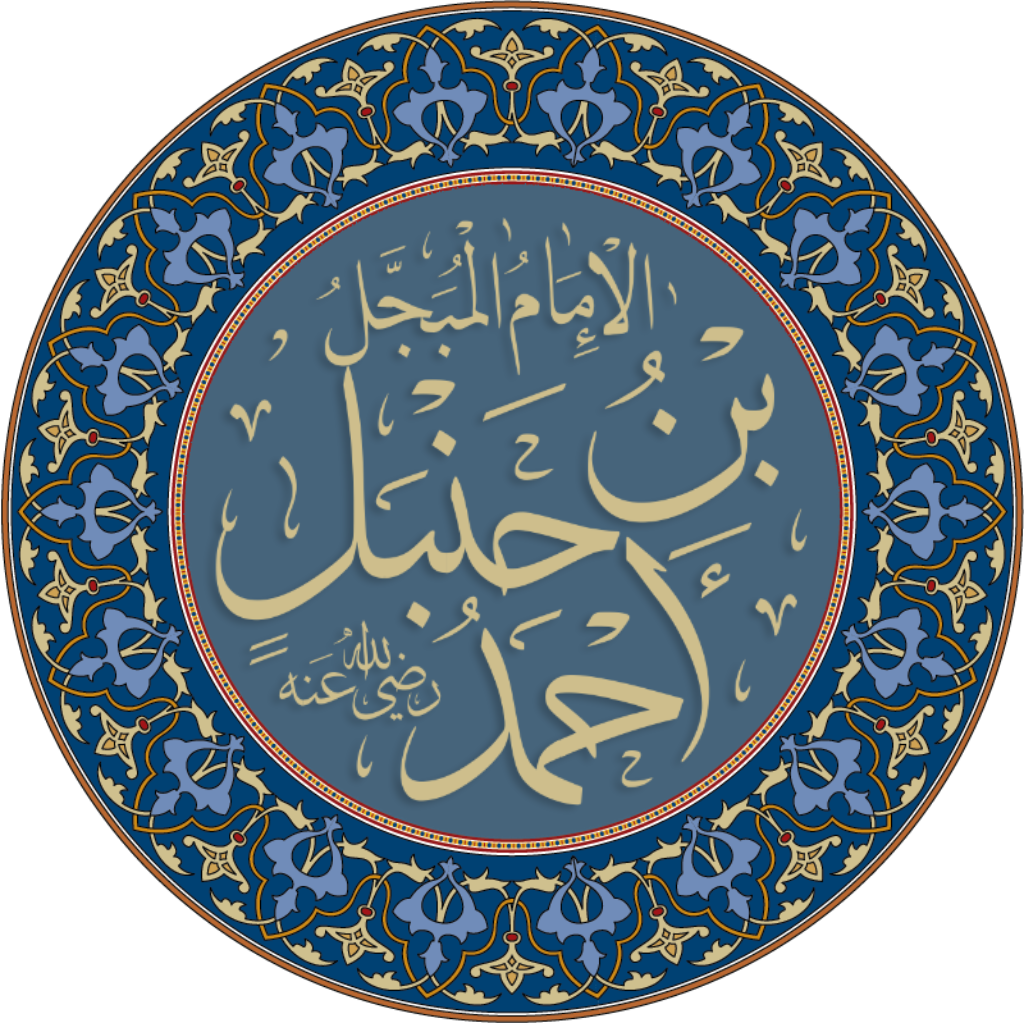
تخطيط باسم الإمامُ العالِم والفقيه المُسلم أحمَد بنُ حَنْبَل

ويُروى أن رجُلًا يُدعى ابن الثَّلجِي، وشى إلى الخليفة أن رجُلًا من العَلويين قد توجَّه إلى منزل ابن حَنْبَل ويُبايعهُ سرًا، وكان المُتوكِّل يكرههُم، فأمر نائبهُ إسحاق باقتحام دار ابن حَنْبَل ليلًا، فاشتعلت المشاعل حول الدار، وفتشوا دارُه، حتى وجدوا الإمام أحمد جالسًا مع عياله، فذكروا لهُ وجود علويًا يُبايعه، فأنكر معرفة ذلك، وقال: «ليس عندي من هذا علم، وليس من هذا شيء ولا هذا من نيتي، وإني لأرى طاعة أميرُ المُؤمِنين في السَّرِّ والعلانية، وفي عِسري ويُسري ومنشطي ومكرهي ... وإني لأدعو الله لهُ بالتسديد والتوفيق في الليل والنهار»، فما زالوا يُفتشون منزله ومكتبتُه وبُيوت النِّساء والأسطة وغيرها، فلم يجدوا شيئًا غريبًا. ولحراجة المُتوكِّل من براءته، أرسل لهُ من خلال حاجِبه عشرة آلاف درهم مع سلامِه، فامتنع الإمام أحمد عن قُبولها، إلا أن الحاجِب قال له:«يا أبا عبد الله، إني أخشى من ردِّك إياها أن يقع وحشة بينك وبينه، والمصلحة قُبُولها» فوضعها عنده ثم ذهب، إلا أنهُ فرَّقها على أسماء مُحتاجين من أهل بَغْدَاد والبَصْرة.
وقد أظهر الخليفة المُتوكِّل إكرام الإمام والفقيه العالِم أحمَد بن حَنْبَل، واستدعاه من بَغْدَاد ليأتيه في سُر من رأى، فاجتمع به وأكرمه، وأمر له بجائزة سنيَّة، فلم يقبلها، وخلع عليه خلعة سُنية من ملابسِه، فاستحى ابن حنبل كثيرًا، فلبسها إلى الموضع الذي كان نازلًا فيه، ثم نزعها نزعًا عنيفًا وهو يبكي مُتأثِرًا، وقد خصص لهُ المُتوكِّل من يُرسل إليه من طعامِه الخاص كُل يوم، ويظن أنه يأكُل منه، فكان الإمام ابن حنبل لا يأكل منهُ شيئًا، بل كان صائمًا مُواصِلًا ليُطوي تِلك الأيام، ولكن كان ابناه صالِح، وعَبدُ الله يقبلان تلك الجوائز من دون علم والدهُما. تُوفي الإمام أحمد بن حَنْبَل في فترة خِلافة المُتوكِّل في الثَّاني عَشَر من ربيع الأوَّل 241 هـ / الواحد والعُشرُون من مايُو 855 م عن عُمر يُناهز 75 عامًا. ويقُول المُؤرِّخ والإمام ابن كَثِير الدِّمَشْقِيّ بأن السُّنة ارتفع شأنها عاليًا في أيَّام المُتوكِّل، وكانت هذه التحرُّكات جميعُها، كفيلة بإنهاء التأثير المُعتزلي في الشُؤون الإسلاميَّة للخِلافَة العبَّاسِيَّة والتي طُبقت منذ عهد الخليفة عَبدُ الله المأمُون.

### ثَورةُ حِمْص

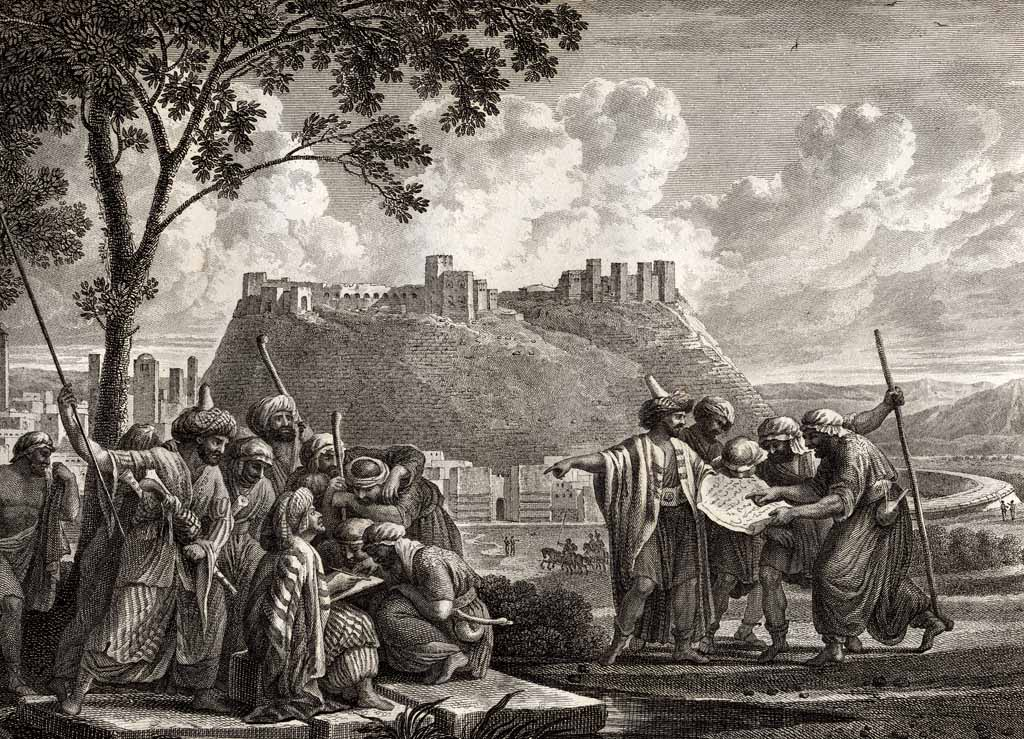
رسمٌ يُظهر قَلعةُ حِمْص التَّاريخيَّة، والواقعة وسط سُوريا، بريشة لُويس كاساس من القرن الثَّامن عَشَر مِيلادي.

قام الحاكِم العبَّاسِيّ على مدينة حِمْص أبُو المُغيث مُوسى بن إبراهيم الرَّافِعِيّ بقتل رجُلًا من وجُوه المدينة، فثار أهلُها طلبًا لدمِه، فهجموا على جماعة من أصحاب الحاكِم، واضطَّر للخُروج، كما خرج عامل الخِراج، وبعد أن جاءت الأنباء بخُروج المدينة عن الطَّاعة بسبب ظُلم أبُو المُغيث إلى الخليفة المُتوكِّل، تفهَّم الأمر على ما يبدو، وقرر إرسال عتَّاب بن عتَّاب، ومُحَمد بن عَبدَوَيْه الأنبارِيّ، وقال لعتَّاب: «قُل لهُم - أيّ لأهل حِمْص - إن أميرُ المُؤمِنين قد بدَّلكُم بعامِلكُم، فإن أطاعوا فولِّ عليهم مُحَمّد بن عَبدوَيْه، فإن أبوا فأقمْ وأعلِمني، حتَّى أمدُّك برجالٍ وفُرسان».
فسار عتَّاب وابن عبدويه، حتى وصولوا حِمْص بحُلول رَبيع الآخر 240 هـ / سَبْتَمْبَر 854 م، إلا أن أهالي حِمْص سُرعان ما ثاروا على ابن عبدويه بعد سنة من مجيئه، وثار معهُم جماعة من نَصارى المدينة، فكتب ابن عبدويه مُشتكيًا إلى الخليفة بذلك، فأمرهُ بالصُّمود ريثما يُرسل لهُ جيشًا عَبَّاسِيًا من دِمَشْق والرَّملة، فكتب إلى حاكِم دِمَشْق بإرسال جيشٍ من أهلها، ووجَّههُ بضرب ثلاثة من رُؤوس الثَّورة بالسياط حتى الموت، وأن يُصلبوا على أبواب حِمْص، كما وجَّه بضرب عشرون شخصًا غيرهم، كُل واحد سُتمائة جلدة وبإرسالهم لاحقًا إلى سامرَّا مُقيَّدين في الحديد. وقيل كانوا ثمانية من أعيان المدينة. وفي خُطوةٍ عِقابيَّة على نصارى المدينة الثَّائرين، أمر المُتوكِّل بإخراج جميع النَّصارى من المدينة، وبهدم كنيستها العُظمى والتي كانت تقع بالقُرب من الجامِع وعلى أن يتم إلحاق أجزاء منها به، وأمر لحاكِم دِمَشْق بخمسين ألف درهم وللأمراء الذين ساعدوه في حملته، وذلك في سنة 241 هـ / 855 م.

### غزوات البجاة على مِصْر

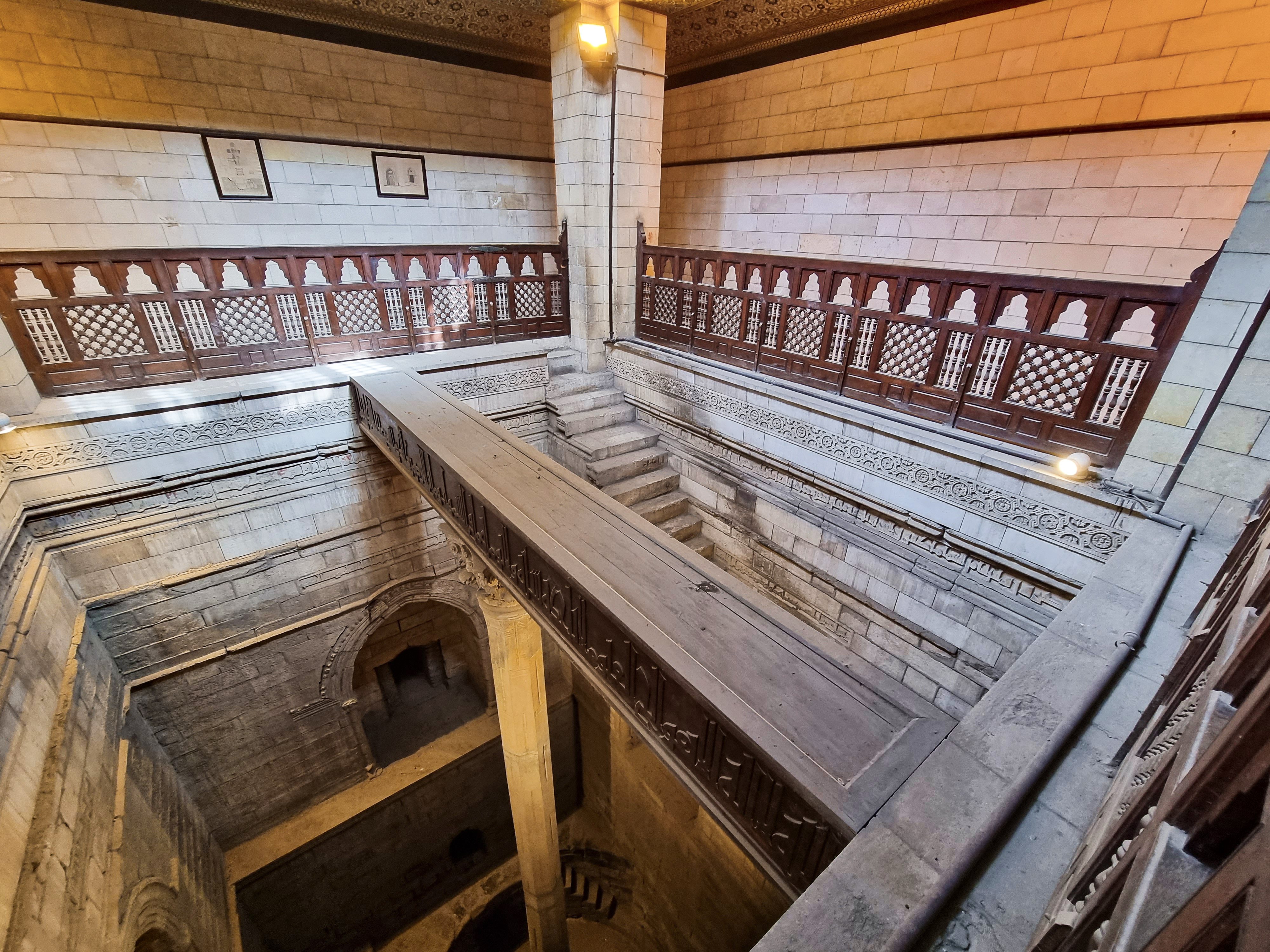
صُورة لمبنى مقياس النيل في القاهِرة المُعاصرة، والتي بُنيت في آخر عهد الخليفة المُتوكِّل سنة 247 هـ / 861 م

كان شعب البَجا أو البجاة - والذين يتواجدون شِمال السُّودان المُعاصِر - مُهادنًا للدَّولة الإسلاميَّة على اختلاف الأسر الحاكِمة فيها نتيجةً لهُدنة قديمة، وكان لديهم معادِن يُقاسمون المُسلمين عليها، كما يدفعون ضريبةً إلى وُلاة مِصْر العَبَّاسِيِّين تصِل إلى الخُمس، وفي فترة الخليفة المُتوكِّل، وتحديدًا في سنة 237 هـ / 851 م، حدث أن امتنعوا عن أداء الضريبة، فكتب صاحب البَريد بخبرهِم، وأنَّهُم قتلوا عددًا من المُسلمين ممن يعمل في المعادِن، فهرب المُسلمون منها خوفًا على أنفُسهِم، فغضِب المُتوكِّل لذلك، وشاور خاصّته في الردَّ المُناسب، فذُكر له أنهم أهلُ بادية، وأصحاب إبل وماشية، وأن الوصُول إلى بِلادهم صعبة لأنها مفاوز، وبينها وبين أرض الإسلام في مِصْر مسيرة شهر، في أرض قفر وجِبال وعِرة، وأن كُل من يدخلها من الجُيوش يحتاج التزوُّد لمدة يتوهّم أنه يُقيمها إلى أن يعُود إلى بلدِه، فإن جاوز تِلك المدة هلك وأخذهُم البُجاة باليد، وأن أرضُهم لا تقبل حاكِمًا عليها، فسكَت عنهُم المُتوكِّل ولم يتحرَّك.

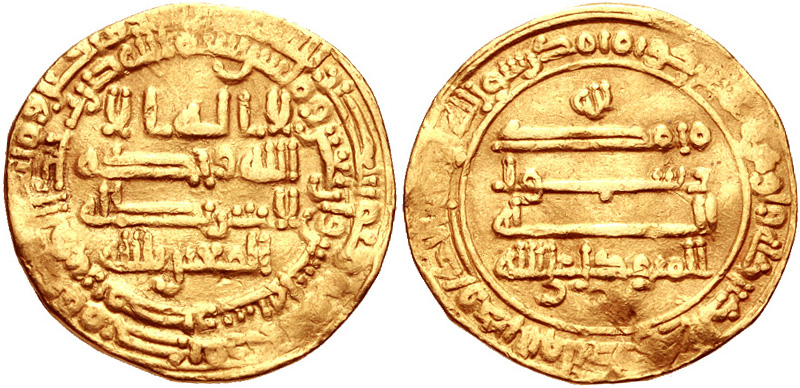
دينارٌ عَبَّاسِيّ صُك في وِلاية مِصْر من عهد الخليفة المُتوكِّل على الله، في الفترة ما بين 232 و247 هـ / 847 و861 م.

وبعدما رأى البُجاة عدم وجود رد فعلٍ إسلامي عليهم، طمِعُوا وزاد شرُّهُم، وبدأو بالقيام بغارَّات، حتى خاف أهل الصَّعِيد على أنفُسِهم، فقرر المُتوكِّل وضع حدًا لانتهاكاتِهم، فولَّى مُحَمد بن عَبد الله القُمّي على جُنوب مِصْر، من كُور قُفط، والأقصر، وأسنا، وأرمنت، وأسوان، وأمرهُ بمُحاربة شعب البَجاة أو البجا، كما بعث كِتابًا إلى عامِل حَرب مِصْر عَنبِسة بن إسحاق الضبِّي بأن يُمده من الجُند والمُؤن ما يحتاجُ إليه، وفعل كما أمرهُ الخليفة.

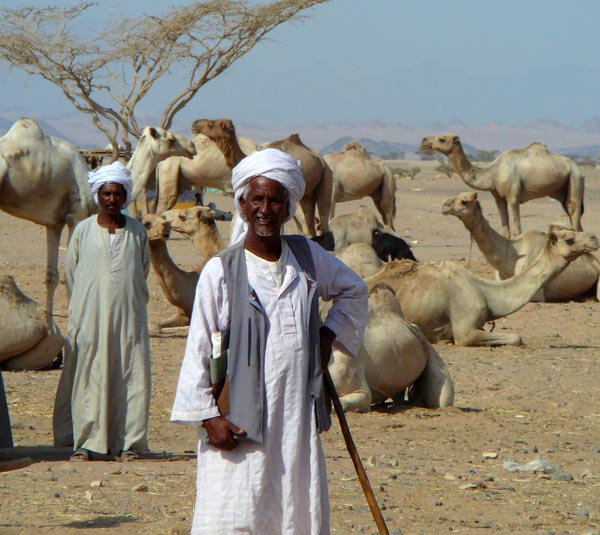
صورةٌ حديثة لرِجال من قبيلة البجا السُّودانية، عام 2006 م.

سار القُمي على رأس جيشٍ إلى أرض البجاة، ولحقهُ أناس من المُتطوِّعة المصريين ومِمن عمل في المعادِن، فبلغ عددهُم نحو عُشرُون ألفًا ما بين فارسٍ ومُحارب، وقد وجَّه بتحرك سبعة مراكِب إلى بَحْر القُلزُم، مُحملة بالدقيق، والزيت، والتمر وغيره من المؤن للجُند، وأمر أن يُوافوه بهم في ساحِل البحر مِما يلي بِلاد البجاة، فسار حتى جاوز المعادِن التي يُعمل فيها الذَّهَب، وسار إلى حُصونِهم، وقِلاعهم، وخرج إليه ملكُهم، وكان يُدعى عَلِي بابا، على رأس جيشٍ كثيف يُعتقد أنه بأضعاف ما كان مع القُمي، وكان البِجاة على الإبل، فقاتلوا أيَّامًا، وتُفنى أزواد الجيش العَبَّاسِيّ، فأقبلت تلك المراكب، وفرَّق القُمي الزَّاد بين الجُند.
ولمَّا رأى ملك البَجا علي بابا ذلك، جَمع لهُم وحشد أنصارُه، والتقى الطرفان، فاقتتلوا اقتتالًا شديدًا، وكانت إبل البِجا تنفُر من أصوات القرع على الجرس، فلمَّا رأى القُمي ذلك، جمع كُل جرسٍ لدى الجيش العَبَّاسِيّ، وجعلها في أعناق خِيله، فنفرت الإبل لأصوات الأجراس، وحملت مُحاربي البِجا نحو الجِبال والأودية، فتتبعهُم العَبَّاسِيُّون وقتلوهم وأسروا منهم حتى أدركهُم الليل، ثُم عاد الجيش إلى مُعسكره، ولم يقدر على إحصاء القتلى لكثرتِهم، وكانت المعركة في بدايات عام 241 هـ / 855 م. بعد ذلك، قرر الملك علي بابا طلب الأمان من القُمِّي، فأجابهُ إلى طلبه وأمَّنه، على أن يُؤدي إليهم الخراج على مدار أربعةِ عوام لم يدفعُوا خِلالها، وسار مع القُمي إلى الخليفة المُتوكِّل، واستخلف على البِجاة ابنهِ بَغَش، وحينما وصل علي بابا إلى الخليفة، أكرمهُ المُتوكِّل، وخلع عليه الخُلعة ولأصحابِه، وكسا جملِه، كما ولّى البِجاة طريق مِصْر.

### محاولة نقل العاصِمة إلى دِمَشْق

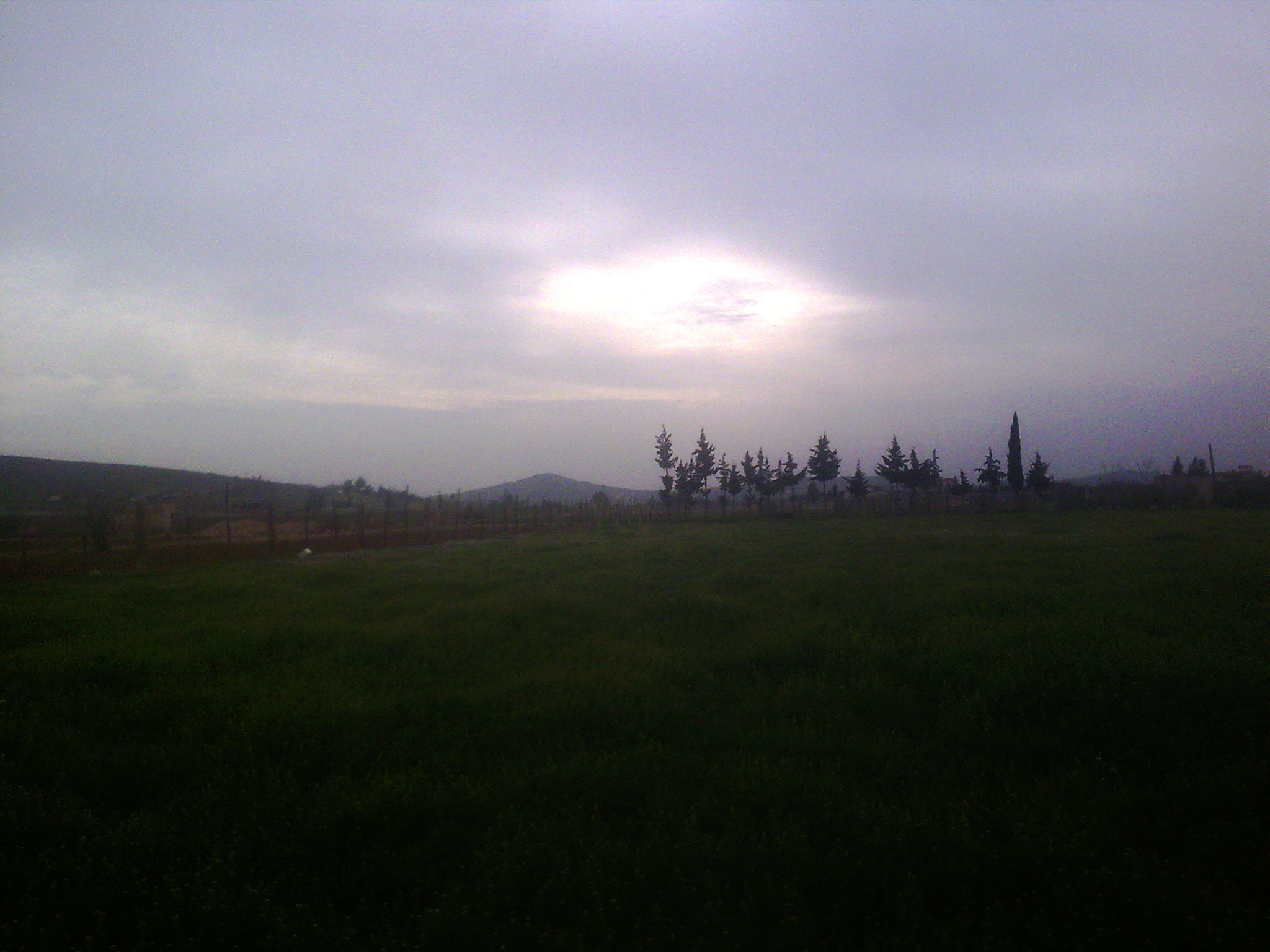
صُورةً حديثة تُظهر بساتين منطقة داريَّا والتي استقرَّ بها الخليفةُ المُتوكِّل وبنى بها قصرُه، تقع اليوم غربي دِمَشْق، عام 2010 م.

بعد أن استفحَل شرُّ الأتْراك في مدينة سُرَّ من رأى، ولكراهته لغُلمانِهم ورُؤسائهم، كره المُتوكِّل حتى المدينة نفسها، حيث قرر في خُطوةٍ استثنائيَّة عن أسلافِه من الخُلفاء، أن ينقُل العاصِمة بعيدًا عن أرض السَّواد، واختار دِمَشْق لهذه الغاية. بدأ رحلتُه منذ ذُو القعدة 243 هـ / مارس 858 م، حيث سار من طريق المَوْصِل والجَزيرة حتى دَخَل المدينة في صَفَر 244 هـ / مايُو أو يُونيو 858 م، فاستحسن الشَّام، وعزم على الإقامةِ بها، وأراد بذلك الابتعاد عن الأتراك، والفُرس، لكون النُّفوذ التُّركي والفارِسيُّ في الشَّام معدُوم، كما أنها تُعد مركزًا لأهل الجَماعة، ولا مجال فيها للعلويين خاصةً، والهاشِميين عامةً، وبذلك تتناسب مع فكر ومُيول المُتوكِّل. وقد نقل المُؤرِّخ ابن كَثِيرٍ الدِّمَشْقِيُّ شِعر يزيد بن مُحَمَّد المُهلَّبي في هذه المناسبة، حيث قال:
أمر الخليفة ببناء قصرٍ لهُ في قريةٍ على نواحيها تُدعى داريَّا، ونقل جميع دواوين الخِلافَة إليها، كما بنى مُخيَّمات للجُند في ظاهر المدينة، وضاحية جديدة تُدعى الجَعْفَرية. ثم وجَّه من مكانِه بُغا الكبير لغزو الصَّائفة المُعتادة ضد الرُّوم والذي افتتح صَمْلة. إلا أن هذا الانتقال لم يستمر طويلًا، فبعد أن أقام المُتوكِّل في دِمَشْق ما يزيد عن شهر، استوبأ البلد، فرأى أن هوائها باردٌ نَديّ، وماؤها ثقيل، والرِّيح تهبُ فيها مع العَصْر فلا تزال تشتد حتّى يمضي عامَّة الليل، وهي كثيرة البراغيث، وأسعارُها غالية، وبعد شهرين وأيَّام من إقامته بها، قرر العودة إلى العِراق.

### العودة إلى العراق

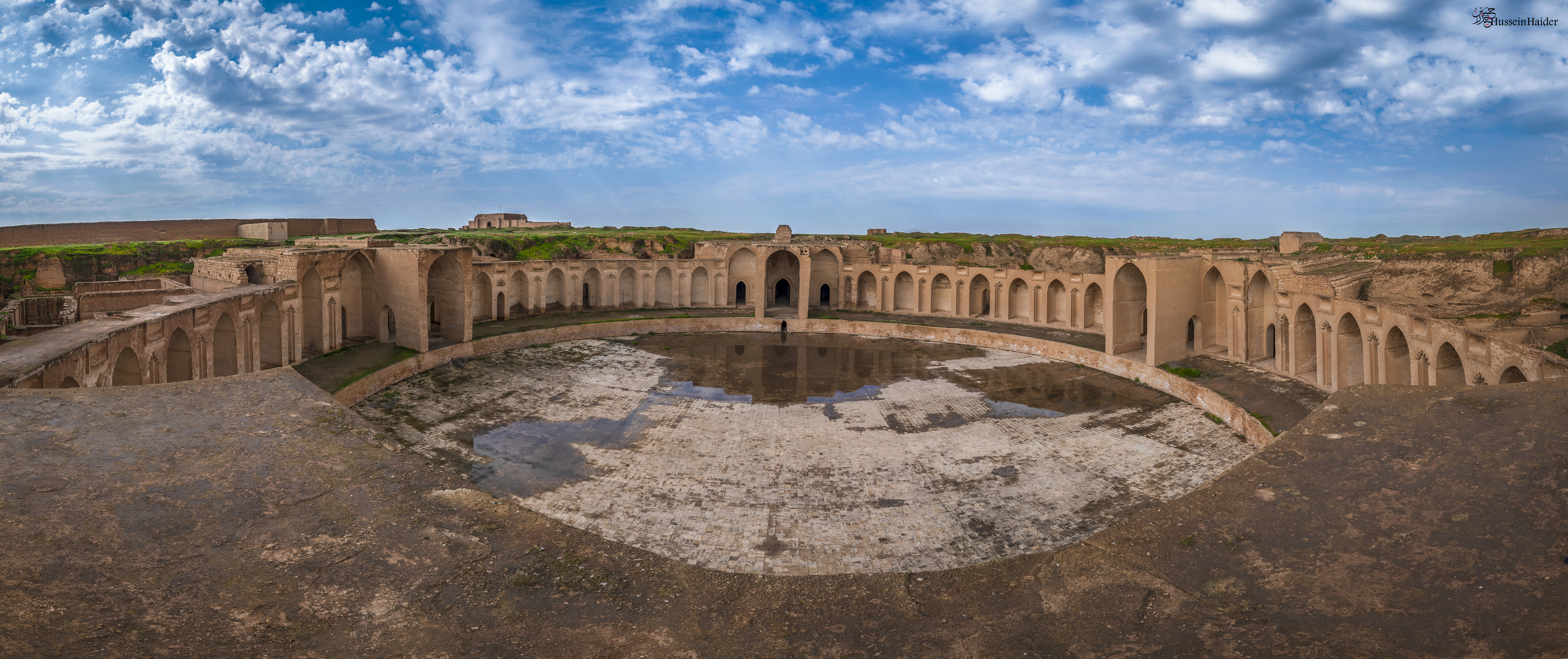
قَصْرُ البَرَكة، والذي بناهُ الخليفة المُتوكِّل بهدف الاستجمام والرَّاحة، يقع شمال شرقِي سَامَرَّاء، وسُمي بهذا الاسم نُسبةً إلى بركة ماء شهيرة تتوسَّطُه. الصُورة تعود لعام 2019 م.

بعد أن تشاءم المُتوكِّل من إقامتِهِ بدِمَشْق بسبب بُرودتها ووبائها حسب الشائعات المُعلنة، شكَّ المُؤرِّخ الخُضري، والباحِث الأكاديميُّ حُسين بهذه الحجة الرسميَّة التي شاعت بأن الخليفة استوبأ دِمَشْق، على الرُّغم من أنها كانت في وقتٍ ربيعي تتجه إلى فصل الصَّيف، وأكَّدا بحسب ما لديهم من مصادر وتدقيق للروايات وسياقها، أن المُتوكِّل كان قد نوى فعليًا الإقامة في دِمَشْق، لولا أن الأسباب الغير مُعلنة هي ضغط الضُّبَّاط الأتراك، والإداريون الموالون لهم، فقد شعروا بأن إقامة المُتوكِّل في الشَّام ستُنهي مكانتهم ونُفوذهم الذي اعتادوا عليه منذ المُعْتَصِم بالله، فدبروا مؤامرة لاغتياله، وشغَب الجُند في دِمَشْق بتحريض من رُؤسائهم ومُطالبين بعطاياهم دون تأجيل، لولا تدخُّل القائد التُّركي بُغا الكبير، ووزيرُه الفَتْحُ بن خاقان، والذين كانوا على ولائهم للخليفة.
وعلى أية حال، فقد قرر المُتوكِّل العودة إلى العِراق، بعد أن أخفق في كبح جِماع نُفوذ الأتراك، فكانت إقامتهُ في دِمَشْق نحو شهرَيْن وأيَّامًا. ومع أنه عاد إليها، إلا أن المُتوكِّل لم يعُود إلى سُرَّ من رأى مُباشرةً، وإنما توجه شمالها إلى منطقة تُعرف بالماحُوزة، فسمَّاها المُتوكَّلِيَّة، وعزم على بنائها والاستقرار بها، ولعل ذلك بسبب كرهه من تحكُّم الأتراك بالمدينة ونُفوذهم القوي بها كما يصف بعض المُؤرِّخين.

### علاقته مع العلويين

#### بُغضُه لعلي بن أبي طالب

تخطيط باسم الصَّحابيُّ والخليفةُ الرَّاشِديُّ الرَّابِع عَلِيُّ بن أبي طالِب.

كان الخليفة المُتوكِّل مُختلفًا عن أسلافِه من الخُلفاء الذين كانوا إما مُتوازنين في علاقتهم بالعلويّين مثل المِهديّ، وإما مُحبين ومُقربين لهُم مثل المأمُون، فقد اشتُهر عن المُتوكِّل بُغضُه وكراهيتهُ الشَّديدة للخليفةُ الرَّاشِدي والصَّحابي عَلِيُّ بن أبي طالِب ولأهل بيتِه وذُريته. حتى قيل أنه كان يبغُض مِمَّن تقدَّمهُ من الخُلفاء مثل عمِّه المأمُون، وأبيه المُعْتَصِم، وأخيه الواثِق، بسبب حُبِّهم لِعَليًا وأهلِ بيتِه.
وكان حينُ يُبلغ بوجود رجُل يتولَّى عليًّا وأهلُه، أخذهُ بالمال والدَّم، ومنها ما رواه الإمام شَمْسُ الدِّين الذَّهَبِيُّ أن المُحدَّث نَصْر بن عَلِيُّ بن صُبهان، قد وفد على المُتوكِّل يومًا في مجلسه، وحدَّث بإسناده: «أن النبيُّ مُحَمَّد صلَّ الله عليهِ وسلَّم أخذ بيد حسن وحُسين، فقال: مَن أحبَّني وأحبَّ هذين وأباهُما وأُمُّهُما، كان مَعي في دَرَجتي يوم القيامة»، ورُغم أن الذَّهبي أنكر الحديث ودرجتُه، إلا أنه يُتابع بأنه حين تحدَّث نصر بالحديث، أمر المُتوكِّل بضربِه ألفَ سُوط، فتوسَّط القاضي جَعْفَر بن عَبد الواحِد العبَّاسِيُّ وجعل يقول ويُكرر للمُتوكِّل بأن نَصرٌ من أهلُ السُّنَّة، ولم يزل يقنعهُ حتى تركه.
ويُروى أن رجُلًا يُدعى عبَّادة المُخنَّث كان من نُدمائه في مجلسه، وكان يضعُ مخدةً تحت ثيابه في بطنِه، ويكشفُ رأسه وهو أصلع، فيرقص بين يدي المُتوكِّل والمُغنُّون يُغنون: «قد أقبل الأصلعُ البَطين، خليفةُ المُسلمين»، يقصدُون بذلك صِفات الخليفة عَلِيًا، لعلمهم بكراهية المُتوكِّل له، وكان الأخير يشربُ ويضحك على الموقف، وحدث ذلك يومًا أمام ابنهِ المُنْتَصِر، وحينما حاول عبَّادة تكرارها أو فعلُ موقفٍ شبيه بذلك، هدَّدهُ المُنْتَصِر وغمزهُ أمام والده، فسكت عبَّادة خوفًا منه، فسأل المُتوكِّل ابنه: «ما حالُك ؟»، فقام المُنتصر وقال: «يا أميرُ المُؤمِنين، إن الذي يحكيهُ هذا الكاتِبُ ويضحكُ منه الناسُ، هو ابن عمَّك، وشيخُ أهلُ بيتِك، وبهِ فخرُك، فكُل أنت لحمُه إذا شئت، ولا تُطعم هذا الكلبَ وأمثاله منه»، فنظر المُتوكِّل إلى المُغنين وقال لهُم بأن يُغنوا جميعًا بما يستفزُّ المُنْتَصِر. وكان هذا الموقف من الأسباب التي استحلَّ بها المُنتصر قتل أبيه المُتوكِّل.
ويُعزى أسباب كراهيته له ولأهل البيت إلى أن جُلساء المُتوكِّل ونُدمائه اشتهروا بالنَّصب، منهم عليُّ بن الجَهْم، وشاعرٌ شاميٌّ، وعُمر بن فَرَج الرُّخَّجِيُّ، وأبو السَّمط من ولد مُروان بن أبي حَفصة وهو من موالي بني أُميَّة، إضافةً إلى عبدُ الله بن مُحمد بن داوُد الهاشِميُّ المعرُوف بابن أترجة، فكانوا يُخوِّفون المُتوكِّل من العلويين، ويشيرون عليه بإبعادهم، والإعراض عنهم، والإساءة إليهم.

#### القبض على يحيى بن عمر العلوي
وُردت أنباء إلى الخليفة المُتوكِّل أن يحيى بن عُمر بن يحيى بن الحسين بن زيد بن عَلِيّ زَيْن العابِدين العَلويّ الهاشِميّ يحشد بعض المُوالين إليه، ولرُبما أراد الخُروج عليه، إلا أن المُتوكِّل سُرعان ما أتى به، فأُخذ من قبل عُمر بن فرج الرُّخَّجِيّ، وحُبس في سجن المُطبِق في بَغْدَاد، وضُرب ثماني عشرة مقرعة، وذلك في ذُو الحجَّة 235 هـ / يُونيو أو يُوليو 850 م.

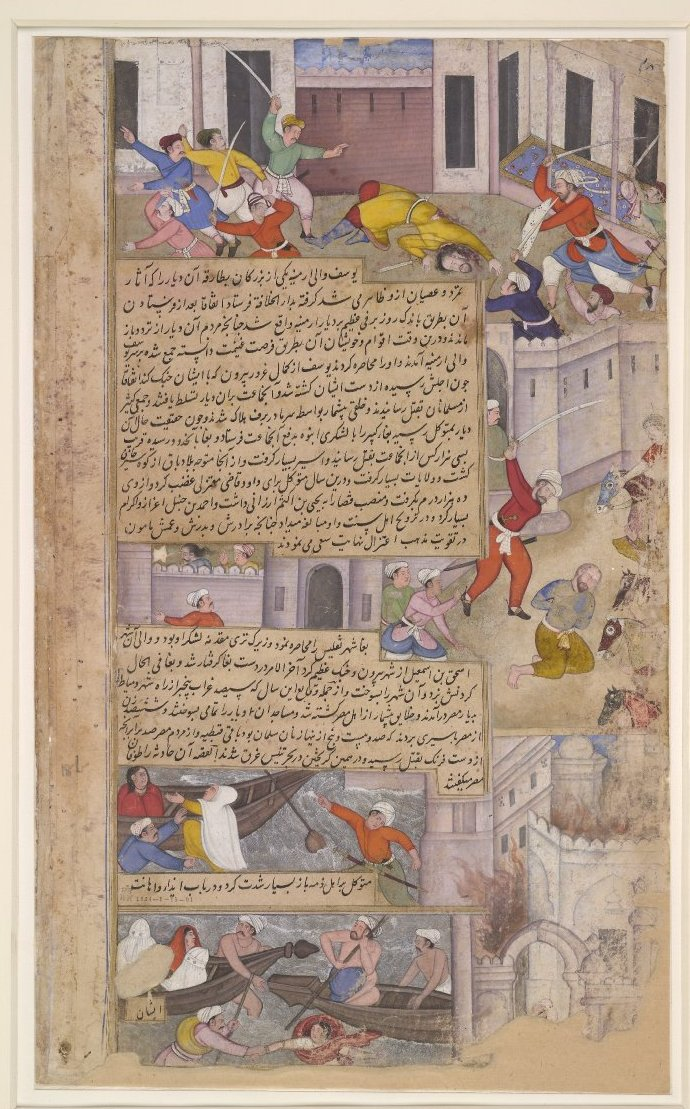
مُنَمْنِمة فارِسيَّة تُصوِّر التَّدمير التَّاريخي لقبر الحُسَيْن بنُ عَلِيّ في مدينة كَرْبَلاء بأوامر من الخَليفة المُتوكِّل على الله.

#### هدم قبر الحُسين
واستمرارًا لسياسته المُناوئة للعلويين خاصةً، والشيعة بشكلٍ عام، قرر الخليفة المُتوكِّل هدم قبر ومشهد الحُسَيْن بن عَلِيُّ بن أبي طالِب في مدينة كَرْبَلاء، كما هدم المنازل والدُّور حوله، ووجَّه بأن يُبذر ويُسقى موضع قبر الحُسَيْن، وأن يُمنع النَّاس من زيارته، فنادى صاحبُ الشُرطة آنذاك قائلًا: «من وجدناه عند قبره بعد ثلاثةً، حبسناهُ في المُطبِق!»، وكان ذلك كفيلًا بهرب النَّاس، بسبب سوء سُمعة سجن المُطبِق، والذين تركوا زيارتِه، فحُرث موضع المقام وزُرع، وذلك في سنة 236 هـ / 851 م.

#### التضييق على عَلِيُّ الهادِي
كان المُتوكِّل يُراقب تحرُّكات الإمام عَلِيُّ الهادِي بن مُحَمد الجواد العَلويّ الهاشِميّ عن بُعد، وهو العاشِر من أئمَّة الشّيعة الإماميَّة، حيث يعيشُ في المدينة المُنوَّرة، إلا أنه وبعد أن وشى به الواشُون، أمر المُتوكِّل باستقدامه ليكون قريبًا منه، ويسهل معرفة تحرُّكاتِه، ويُروى أنه أمر بالهُجوم على منزله ليلًا بعد أن قيل لهُ أن في منزله وسِلاحًا وكِتابًا إلى شيعته، فهجم حرس الخليفة على منزله ليلًا، ووجدوه وحيدًا في بيته، ولا يُملك بُساطًا، فكانت الأرضية من الرَّمل والحصى، وعلى رأسه ملفة من صُوف وهو يقرأ شيئًا من القُرآن أو الأذكار ويدعو، فحُمل إلى المُتوكِّل في جوف الليل. تمثَّل الهادِي بين يدين المُتوكِّل وهو يشرب، فأجلسهُ إلى جنبه، وعرض عليه كأسًا، فاستعفى الهادِي، فأعفاه الخليفة، ثُم سأله أن يسمع منه شِعرًا، فأنشده:
فبكَى المُتوكِّل حتى ابتُلَّت لحيتُه، ثم أمر برفع الشَّراب في تلك الليلة، وأمر لهُ بأربعة آلاف دينار يقضي بها دينُه، وردَّهُ إلى منزلهِ مُكرمًا. وقد بقي الهادي مُحتجزًا في سُر من رأى طوال عشرين عامًا منذ قُدومه، واستمر حتى بعد وفاة المُتوكِّل.

#### قتل صاحب خان عاصِم
وُرد إلى الخليفة المُتوكِّل أن عيسى بن جَعْفَر بن مُحمد بن عاصِم، صاحب خان عاصِم في بَغْدَاد يشتم الصحابيِّين والخليفتين أبا بكرٍ، وعُمرًا، وكذلك أمُّهات المُؤمنين عائشة، وحَفْصَة، وشهد عليه بذلك سبعة عشر رجُلًا عند قاضي الشرقيَّة أبُو حسَّان الزيَّادي، فكتب إلى مُحمد بن عبدِ الله بن طاهِر نائب بَغْدَاد، أن يجلدهُ بالسَّياط حتى يموت، فإذا مات يُرمى به في نهر دَجْلَة. ضُرب عِيسى العاصِمي ضربًا شديدًا، حتى قيل أنهُ ضُرب ألف سُوط بين الناس حتى مات، ومن ثُم ألقاهُ على نَهْر دَجْلة ولم يُصل عليه ليكون عبرةً لغيره، وأُرِّخت الحادثة في سنة 242 هـ / 855 م.

#### قتل ابن السكيت
قام المُتوكِّل بقتل عالمٌ نحويٌّ مشهورٌ في زمانِه، وهو ابن السِّكِّيت، من أئمة اللُّغة، حيث كان في مجلس الخليفة المُتوكِّل يومًا، وكان في المجلس ولدا المُتوكِّل مُحَمَّد المُعْتَز، وإبراهيم المُؤيد، وكان ابن السِّكِّيت معرُوفًا بالتشيُّع، فقال لهُ المُتوكِّل حينما نظر إلى ولديه المُعْتَز والمُؤيَّد: «من أحبُ إليك، هُما أو الحَسَن والحُسَيْن ؟»، فردَّ ابن السكِّيت: «قُنبُر - يعني مولى عَلِيٌّ - خيرٌ مِنهُما»، وقيل بل كان جوابهُ قاسيًا فقال: «والله إن قُنبرًا خادم عَلِي خيرٌ مِنك ومن ابنيك!»، فغضِب المُتوكِّل من جوابه، وأمر الأتراك بقتله فورًا، فداسوا بطنهُ حتى مات، وقيل بل سُلَّ لسانُه من أسفله، وأرسل المُتوكِّل إلى ابنه بديِّته، وذلك في سنة 244 هـ / 858 م.

### الحروب مع الرُّوم
كانت الحروب بين المُسلمين بقيادة الخِلافة العبَّاسِيَّة والرُّوم بقيادة الإمبراطورية البيزنطيَّة مُستمرة منذ الفتوحات الإسلامية المُبكرة، إلا أن الأمر شهد تصعيدًا من جانب الرُّوم، فقد توجَّه الأُسطول البِيزنْطِي المُكوَّن من 100 مَركب نحو مِصْر، وتحديدًا باتجاه مدينة دُمْياط المُطلِّة على بَحر الشَّام، حيث استغلُّوا خُلوِّها من الحامية التي ذهبت إلى الفُسطاط والعديد من المدن المصريَّة، فنهب الرُّوم دُمياط، وأحرقوا جامعها، وامتلأت سُفُنهم بالأسرى والأمتِعة، ولم يتوقفوا عند هذا الحد، فقد تشجُّعوا للتقدُّم نحو تنِّيس، فنهبُوها وقتلوا من أهلها حتى غادروا قبل وصُول الجنود العباسيين. وقد قاد عَلِيُّ بن يِحيى الأرْمَنِيُّ بالقيام بغارَّة في الثُّغور ضد الرُّوم في نفس السنة ردًا على هُجومهم.

خريطة تُظهر منطقة الثُّغور بين الخِلافَة العَبَّاسِيَّة والإمْبَراطُورِيَّة البِيزَنْطِيَّة، ويظهر منها بعض القِلاع والحُصون التَّاريخيَّة.

وفي سنة 241 هـ / 855 م، حدث الافتداء وتبادُل الأُسرى بين المُسلمين والرُّوم على نَهْر اللَّامِس، وبعدة عدة سنوات، قام الرُّوم بالإغارة على سُمَيْساط، الواقعة شمال الرُّها في منطقة الثُّغور حتى انتهوا إلى آمِد سنة 245 هـ / 859 م، فقتلوا، وسبُوا، وأسروا من أهاليهم نحوًا من خُمسمائة، وقيل عشرة آلاف حسب المُؤرِّخ ابْن خَلْدُون، وقد حدثت إغارات عبَّاسِية محدودة في تلك الفترة، كما تكرَّر الإغارة على سُمَيسْاط من الرُّوم في سنة 245 هـ / 860 م، فقام القائد عليُّ بن يحيى الأرمَنِيّ بقيادة جيش عبَّاسِيّ في شُهور الصَّيف، فأغار على حُصن لُؤلُؤة، وكان قبل ذلك تحرَّك أهالي حُصن لُؤلُؤة ومنعوا رئيسهُم من الصعود إليها حوالي شهرًا، فبعث إليهم ملك الرُّوم بطريقًا يضمن لكلّ رجُل منهم ألف دينار، بشرط أن يُسلموا إليه لُؤلُؤة، فقبلوا ذلك، وأعطاهم معاشاتهم، فسلّموا لُؤلُؤة والبطريق إلى بلكاجور في ذي الحجَّة 245 هـ / مارس 860 م، فوقع بلكاجور والبِطريق أسيرًا لدى العبَّاسِيين، وحُمل إلى المُتوكِّل، والذي أوكل أمره إلى الفتح بن خاقان، والذي بدوره عرض عليه الإسلام فرفض، فلما هددوه بقتله وافق، إلا أن ملك الرُّوم قد افتداه بألف رجُلٍ من المُسلمين.
وقد شهدت السَّنتين الأخيرتين من حياة الخليفة المُتوكِّل بداية هُجوم إسلامي كبير على الرُّوم، حيث قام القائد العبَّاسِي عُمَر بن عُبيد الله الأقْطَع بالقيام بحملة صَيفيَّة في منطقة الثُّغور، فأسر نحوًا من أربعة آلاف إنسان، وذلك في سنة 246 هـ / 861 هـ، كما اتَّبعهُ القائد قُرْشاس الذي أسر نحوًا من خمسة آلاف، وقد قام الفَضْل بن قارن بقيادة أسطولٍ عبَّاسِي بحريّ بنحو عشرين مركبًا، فافتتح حُصن أنْطاكِيَّة، كما غزا عَلِيُّ بن يَحيى الأرْمَنِيُّ الأراضي الرُّوميَّة وتمكَّن من أسر آلاف الأشخاص، حتى قيل أنهم بلغوا خمسة عشر ألفًا.

## مقتله

### الخلفية
يُعتبر اغتيال المُتوكِّل على الله بمثابة انقلاب حال الخِلافَة العبَّاسِيَّة وانكِماشِها، فقضت على استقلال خُلفائها وتحكُّمهم في زِمام الأمُور حتى زمنٍ طويل، وكان سبب مقتله، أنه قرر التحرُّك ووضع حد لنُفوذ الأتراك شيئًا فشيئًا، حيث أمر بإنشاء الكُتُب بالقبض على أملاك وضيع وَصِيف التُّركي، وهو قائد عسكريّ بارز من الفرقة التركيَّة في الجيش، ومن المُتنفذين في الدَّولة، وكانت أملاكُه في أصْبَهان، والجِبال، ثم منحها الخليفة إلى وزيره المُقرَّب الفَتْح بن خاقان، فكُتبت باسمه، وبلغ ذلك وصِيفًا، وكان ذلك بمثابة بداية المُؤامرة من قادة الأتراك للتخلُّص من المُتوكِّل، وخططوا لمُبايعة ابنهِ المُنْتَصِر خلفًا له، والذي كان مُقربًا لهم آنذاك.
وكانت بداية الأسباب المُباشرة للحادثة، أن المُتوكِّل أراد أن يُصلي بالنَّاس في أوَّلُ جُمعةٍ من رَمَضان لِعام 247 هـ / الحادي عَشَر من نُوفَمْبَر 861 م، وأراد الناس القُدوم إلى الجامع، والاستماع لخُطبتِه، وقبل أن يركبُ للصلاة، قال لهُ كُلًا من عُبيد الله بن يحيى بن خاقان، وابن عمِّه الفتحُ بن خاقان: «إن الناس قد كثروا من أهل بيتك، ومن غيرهم، فبعضٌ مُتظلِّم، وبعض طالبُ حاجة، وأميرُ المُؤمِنين يشكُو ضيق الصَّدر وعِلةٍ به، فإن رأى أميرُ المُؤمِنين أن يأمر بعض وُلاة العُهود بالصَّلاة، ونكُون معه»، فوافقهم الخليفة على رأيِهم، وكان كثير التجاوب مع طلباتهم، فأمر ابنهُ مُحَمد المُنْتَصِر بالله بالصَّلاة على الرُّغم من العلاقة المُتوترة بينهُما، فلما نهض المُنْتَصِر للركُوب، سرعان ما عارض ذلك الوزيران، وقالا للمُتوكِّل: «يا أميرُ المُؤمِنين، إن رأيت أن تأمُر المُعتَز بالصَّلاة، فقد اجتمع الناس لتشرُّفه بذلك، وقد بلغ الله به»، ويُقصد أنه قد وُلد للمُعتز ولد، فوافقهم المُتوكِّل على رأيهم، ويبدو أن هذه الموافقة كانت نتيجة ثِقةً عمياء من الخليفة للوزيران، ونسيانه بأنه حسب الطُرق المعهودة فإن وليُّ العَهْدِ الأوَّل مثل المُنْتَصِر هو من يجب أن يخلُف أباه في ذلك. أمر المُتوكِّل ابنهُ المُعتز بالصَّلاة بدلًا من أخيه، حيث قرر المُنْتَصِر العودة إلى داره في الجَعْفَرِيَّة، وزاد ذلك من غضبِه نحو أبيه والوزيران المُتنفذان على أبيه.
بعد أن فرغ المُعتز من خِطبته، قام إليه الوزيران وقبَّلا يديه وقدميه، في خُطوةٍ واضحة لإبراز صُورته أمام النَّاس، وهو ما تم، فقد أثنى الناس عليه في مجلس أبيه المُتوكِّل، فسرَّهُ ذلك، وبعد فترةٍ، وتحديدًا في عِيدُ الفِطْر المُوافق للأوَّل من شوَّال 247 هـ / الثَّامِن من دِيسَمْبَر 861 م، أمر المُتوكِّل بأن يُصلي المُنْتَصِر بالنَّاس، إلا أن عُبيد الله بن يحيى وزيرُه منعهُ من ذلك، وأقنعهُ بأن النَّاس تُريد رؤيته شخصيًا، ففعل المُتوكِّل ذلك. فلمَّا كان اليوم الثالِث من شوَّال / 9 ديسمبر 861 م، عزم المُتوكِّل أثناء جلسة شراب مع وزيره الفَتْح، في الإقدام على خُطوةٍ كبيرة تمثلت في أن يفتكَّا بالمُنْتَصِر، ومعهُ وصيف، وبُغا الكبير وجَماعة من قُواد الأتراك، وكان المُنْتَصِر قد اتَّفق مع الأتراك على قتل أبيه المُتوكِّل أيضًا.

### لحظة مقتله
كان المُتوكِّل قد استفز ابنِه المُنتصر كثيرًا، فقبل يومٍ من مِقتلِه، وفي أثناء جلسة شرابٍ له، كان مرةً يشتمه، ومرةً يأمُر بصفعِه، ومرةً يُهدده بقتلِه، ثُم قال لوزيره الفتح: «بُرئتُ من الله ومن قرابتي من رسُول الله صلَّ الله عليهِ وسلَّم إن لم تلطِمه، - أي المُنْتَصِر -»، فقام الفَتح ولطَم المُنْتَصِر مرَّتين، ثُم قال المُتوكِّل: «اشهدوا عليّ جميعًا، أني قد خلعتُ المُستعجل»، ويقصد المُنْتَصِر، ثُم التفت إليه وقال: «سميتُك المُنْتَصِر فسمَّاك الناس لحُمقك، ثم صُرت الآن المُسْتَعجِل»، فردَّ عليه المُنتصر: «لو أمرتَ بضرب عُنُقي كان أسهلُ عليّ مما تفعلهُ بي»، ثُم أمر المُتوكِّل بالعشاء في جوف الليل، وخرج المُنتصر من عنده غاضِبًا. كان بُغا الشَّرابي من المُتآمرين على الخليفة، مُتخفيًا في السَّتر، وكان مع جُل الأتراك، يبدون رُغبتهم في التخلُّص من المُتوكِّل، ولأنها فرصةٌ ثمينة بسبب غياب القائد التُّركي بُغا الكبير المُوالي للخليفة وإقامته في سُمَيْساط بسبب حملاته ضد الرُّوم، ومع أن الأخير ترك ابنهُ مُوسى بن بُغا (وهو ابن خالة المُتوكِّل) نائبًا عنه لحماية الخليفة، إلا أنه لم يكُن ليجدي نفعًا.
دخل بُغا الشَّرابي إلى مجلس الخليفة حيث كان يشرُب، وقد نال من السُّكر أشدُّه، فأمر الشَّرابي نُدماء الخليفة بالانصراف من المجلس، فقال لهُ الفتحُ بن خاقان: «ليس هذا وقتُ انصرافِهم! وأميرُ المُؤمِنين لم يرتفِع!»، فرد بُغا: «إن أميرُ المُؤمِنين أمرني أنه إذا جاوز السبعة، لا أتركُ أحدًا، وقد شرب أربعة عَشر رَطلًا، وحرمُ أميرُ المُؤمِنين خلف السِّتارة»، فأخرجهُن من الدار، ولم يبق إلا الفتح، ورجُلٍ يُدعى عثعث، وأربعة من الخدم، والأميرُ طلحة بن المُتوكِّل، والذي كان في الثَّامِنة عشر من عُمره.
وكان الشُّرابي قد أغلق الأبواب كُلها، إلا باب الشط، ومنه دخل جُنود أتراك، وبيدهم السُّيوف المُسللة، فنظر إليهم طَلحة بن المُتوكِّل، واستنكر مجيئهم وهالهُ رُؤيتهم، فقال بصوتٍ عالٍ: «ما هذا يا سُفل؟!»، فاستيقظ أباهُ المُتوكِّل على صوته، ورفع رأسُه فرآهم ونظر إلى بُغا الشَّرابي، فقال له: «ما هذا يا بُغا ؟»، فأجابهُ بأنهم رجال الحِماية المُناوبين، وعندما قال ذلك، تراجع الجُنود وقد أصابتهُم الرُّهبة، إلا أن بُغا صاح على جُنده حينها قائلًا: «يا سُفل! أنتُم مقتولون لا مُحالة، فموتوا كرامًا!»، فركضوا مُهاجمين نحو مكان الخليفة، فابتدره جُندي يُدعى بغلون وضرب المُتوكِّل على كتفِه حتى قصَّ أُذُنِه، فصاح الأخير: «مهلًا! قطع الله يدك»، وحينما أراد المُتوكِّل أن يهجُم عليه ويُدافع عن نفسه، قام جُنديٌ آخر يُدعى باغر بمُباغتته طاعِنًا على خصرِه بالسَّيف، فصرخ الوزير الفتح مُتفاجئًا: «ويلكُم! أميرُ المُؤمِنين..!» ورمى بنفسِه على المُتوكِّل ليحميه، فبعجُه أحدهم بسيفه حتى أخرجهُ من ظهره والفتحُ صابرٌ لا يزُول، ثم تهاوى وطرح نفسُه على المُتوكِّل، فمات المُتوكِّل والفَتح من ساعتهما وقام الجُنود بلفِّهما في بُساطٍ، ودُفنا معًا. كان قتلُه في ليلةِ الأربِعاء، الرَّابِع من شوَّال 247 هـ / الحادِي عَشَر من دِيسَمْبَر 861 م في قصر الجَعْفَريُّ، وكان يبلغُ من العمر نحوًا من أربعُون سنةً، وأحدَ عَشَر شهرًا، حسب التقويم الهِجري، بينما عُمرُه في التقويم المِيلاديّ، نحوًا من تسعةً وثلاثُون سنةً، وتِسعة شُهورٍ. أما فترةُ خِلافتِه فبلغت أربعة عَشرَ سنةً، وأربعةُ شُهورٍ، ويَوْمٌ واحِد، وقبرهُ في المُتوكَّليَّة. وكان ليلة مقتله تُمثل صدمةً في المُجتمع الإسلامي بعد أن قُتل خليفتهم على يد جُنود إنقلابيُّون، وكان ذلك أوَّلُ الوهن والضِّعف الذي جرى لمنصب الخليفة العبَّاسي ولفترةٍ طويلة. وقد رثاهُ الشُعراء والنُّدماء المُقرَّبين منه حُزنًا عليه، ومنهم نديمُه الشَّاعر عليُّ بن الجَهْم في بيت شعرٍ له، يقول فيه:

### بعد مقتله

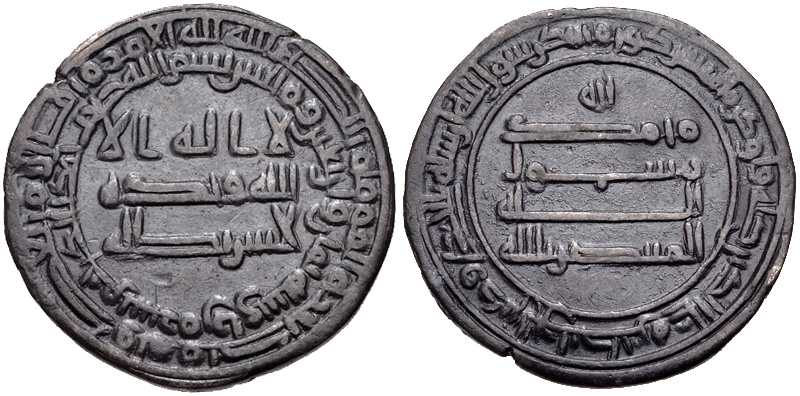
درهمٌ عبَّاسيٌّ ضُرب في عهد الخليفة مُحمَّد المُنتصر بالله بين سنتي 247 و248 هـ / 861 و862 م.

بعد خُروج المُنتصر من دار والدهُ الخليفة غاضِبًا، أخذ بيد الحاجِب زُرّافة، وأراد أن يُزوج ابن زُرافة بابنة أوتامش بحكم تقاربه مع الأتراك، وبينما هُم جالسان يأكُلان، إذ سمعا صوت ضجّةٍ وصُراخ، فقاما، وإذا بُغا الشَّرابي قد رأى المُنتصر، فسألهُ الأخير عمَّا يحدُث، فأجابهُ بُغا: «خيرٌ يا أميرُ المُؤمِنين»، قال المُنْتَصِر: «ما تقول ويلك؟!»، فرد: «أعظم الله أجرُك في سيّدنا أميرُ المُؤمِنين، كان عبد الله دعاهُ فأجابه!»، فجلس المُنتصر مصدُومًا، وأمر من فوره بإغلاق باب الدار الذي قُتل فيه الخليفة المُتوكِّل، وأُغلقت الأبواب كُلها، وبعث إلى وَصِيف يأمرهُ بإحضار المُعتز والمُؤيد عن رسالة المُتوكِّل، ومن ثُم يُبايع للخِلافَة. إلا أن المُنْتَصِر لم يستمر أكثر من سِتةُ أشهر في الخِلافة، فقد كان خاضِعًا لنُفوذ الأتراك، ولكونهم خشوا من تولِّي المُعْتَز والمُؤيد للخِلافة بعدِه، أمروا المُنْتَصِر بخلعهما من ولاية العَهْد، ولم يتمكَّن من الاعتراض عليهم، فأذعن للأمر وهو كاره، وأجبر أخويه على خلع نفسيهِما، وهُنا أدرك المُنْتَصِر خُطورة التسلُّط التُّركي، فكرهَهُم وحاول التخلُّص من زُعمائهم، وكان يقول: «هؤلاء قتلة الخُلفاء»، فهابوا قتله، فلم يجدوا إلا تسميمه من قبل طبيبه ابن الطَّيفوري للتخلُّص منه بمشرط حجمهُ به.
وقد علَّق المُؤرِّخ مُحَمد الخَضَريُّ بك على مقتلهِ قائلًا: «وهذهِ الحادِثة - أي قتلُ المُتوكِّل - أوَّلُ ثمرةٍ لغرسِ المُعْتَصِم، فإنه مَلَّكَ الخِلافَة قومًا لا حُلوم لهم، وليس لهُم من الأخلاقِ ما يمنعُهُم مِما فعلوا، ولا من العصبيَّة ما يجعلُ جانِبهُم مأمونًا، وأجلُّ من ذلك أن يكون وليُّ العَهدِ شريكًا في دمِ أبيه»، ثم تمثَّل بشِعر البَحْتَريُّ بعد مقتل المُتوكِّل الذي قال فيه:

## سياساته الداخلية

### وُزرائه

#### ابن الزيَّات
كان الوزير الأوَّل للخليفة المُتوكِّل هو مُحَمد بن عَبد المَلِك الزيَّات، والمعرُوف اختصارًا بابن الزيَّات، ولم يُعينه المُتوكِّل على الوِزارة في أوَّل الأمر، بل أقرَّهُ على عملِه نتيجةً لأنه كان وزيرًا في عهد أخيه الخليفة الواثِق بالله، وأباهُ المُعْتَصِم بالله من قبلهما، إلا أن ابن الزيَّات لم يرعى للمُتوكِّل، ولم يهتم به، بل احتقرُه وأنزل من شأنه وهو أميرٌ عَبَّاسِيّ مُرشح للخِلافَة، بل وأشار بتولية مُحَمد بن الواثِق وهو طفلًا صغيرًا لم يبلُغ، وكان المُتوكِّل قد حاز على فُرصتِه للانتقام منه، فكان أول القرارات الهامَّة التي أصدرها في السَّابِع من صَفَر 233 هـ / الخامِس والعُشْرُون من سَبْتَمْبَر 847 م، أي بعد أحَدَ عَشر يومًا من خِلافتِه، هي القبضُ على ابن الزيَّات، ومُصادرة جميع أمواله من عقار وأموال وضِياع أهلُ بيته حيث كانت، وكانت قد بلغت قيمة المُوجودات تسعُون ألف دينار، وقد نال ابن الزيَّات شتَّى الأنواع من العذاب الشديد، حتى قضى نحبه نتيجة التعذيب بعد واحدًا وأربعُون يومًا من حبسِه، أي في الحادي عَشَر من رَبيع الأوَّل 233 هـ / السَّادس من نُوفَمْبَر 847 م.

#### أحمد بن خالد
استكتب المُتوكِّل للوِزارة بعد ابن الزيَّات، أبُو الوزير أحمد بن خالد، والذي كان في عهد الخليفة الواثِق بالله مُساعدًا لعُمر بن فرج الرُّخجي في ديوان النفقات، ولم يُسمه المُتوكِّل بدايةً بالوزير، بل جعلهُ كاتبًا له، حتى غضب منه في ذُو الحجَّة 233 هـ / يُوليو 848 م، وأمر بمُحاسبته، فصادر منه نحوًا من سُتون ألف دينار، وحليًا، واثنان وسُتون سُقطًا، وأربعًا وثلاثُون غُلامًا، كما حبس بسببه جماعة من الكُتاب، وطالبهُم بالكثير من الأموال حتى يخرجُوا من سجنه.

#### محمد الفضل الجرجرائي
عيَّن المُتوكِّل، مُحَمد الفَضْل الجرجرائي، وزيرًا للخِلافة بعد أحمد بن خالد، وكان رجُل يُوصف من أهل الفضل، والأدب، والشِّعر، كما كان عالمًا بالغِناء واشتُهر به، فاستمر على وزارته حتى سنة 236 هـ / 850 م، وكان سبب عزله أنه ضَجَر من الشُّيوخ، ويُريد حدثًا مُهمًا ليقوم بأداء مهامِه، فكان رد المُتوكِّل بعزله.

#### عبيد الله بن يحيى بن خاقان
اختار المُتوكِّل بعد أحمد بن خالد، وزيرًا من أصُولٍ فارِسيَّة، يُدعى عُبيد الله بن يِحيى بن خاقان في مُستهل عام 234 هـ / يُونيو 848 م، وكان لهُ معرفة في الحِساب والاستيفاء، كما كان رجُلًا كريمًا، وحسن الخُلق، وعفيف الطِّباع، فكان الجُند يحبُّونه، وقد حصل في وزارته حادثة تُبين مقدار الفساد الذي كان عند وُلاة وعُمال المُتوكِّل بسبب عدم ضبط الإدارة الماليَّة، وقد استمر عُبيد الله بن خاقان وزيرًا للمُتوكِّل، كما ضُم إليه ديوان التوقيع، وديوان الخِراج حتى مقتل الخليفة.

### ديوان الخراج
أجرى المُتوكِّل تغييرات في ديوان الخراج، فقد قرر عزل الفَضْل بن مَروان في يوم الأربعاء، السَّابِع عَشَر من رمضان 233 هـ / الثَّامِن والعُشرُون من أبْريل 848 م، وعيَّن بدلًا منه يحيى بن خاقان الخُراسانيّ، وهو مولى أزديّ، كما عزل في نفس اليوم أبو الوزير أحمد بن خالد عن ديوان زمام النَّفقات، وعيَّن بدلًا منه إبراهيم بن العبَّاس الصُّوليّ، وبعد أن تُوفي الصُّولي في شَعبان 243 هـ / دِسَمْبَر 857 م، عيَّن المُتوكِّل الحَسَن بن مُخلَّد الجرَّاح والذي استمر في عمله حتى وفاة المُتوكِّل.

### القضاء
في البداية كان القاضي المُعْتَزلِي أحمد بن أبي دؤاد هو قاضي القُضاة في البلاد، وقد استمر على عملهِ فترةً طويلة حتى أُصيب بالفالِج، وبسبب مرضِه، استلم ابنهُ مُحَمد القضاة نيابةً عنه، إلا أن المُتوكِّل عزله وصُودرت أموالهما وضيعهما، ثم عيَّن بدلًا منه، القاضي السُّني يحيى بن أكثم وجعلهُ قاضيًا للقُضاة والمظالم أيضًا، إلا أنه بعد ثلاثة أعوام، عزل المُتوكِّل ابن أكثم من منصب قاضي القُضاة، ثم ولَّى العديد من القُضاة هذا المنصب لفترة قصيرة، مثل أبا الوليد بن أبي دُؤاد، وأبا الرَّبيع مُحمد بن يعقوب، كما أعاد يحيى بن أكْثم من بعدهم مرةً أُخرى، إلا أنه سُرعان ما عزلهُ كالبقيَّة وصادر منه 75 ألف دينار، وقيل 80 ألف دينار، كما استولى على العديد من أراضيه في البَصْرة حتى بلغت سبعةُ آلاف جريب، حتى استقرَّ أخيرًا على جَعْفَر بن عبد الواحِد العَبَّاسِيّ في سنة 237 هـ / 852 أو 853 م، والذي استمر في منصبه حتى وفاة المُتوكِّل.

### الجيش العبَّاسِيّ
كان تكوين الجيش العَبَّاسِيّ على النحو الذي قرَّرهُ المُعْتَصِم بالله من حيث الإكثار من الأتراك، والذي قضى بازدياد نُفوذهم في الدَّولة مع كُل خليفة قادِم، واستبدادهم لشُؤونها، وقد أحسَّ المُتوكِّل بخُطورة هذه السياسة، وأراد أن يُقلل ضِعف شوكتهُم، ويُخفف من حدة نُفوذهم، فبدأ بإيتاخ الخَزَري، والذي كان مُسؤولًا كبيرًا في الدَّولة، فلم يستطع القضاء عليه في عاصِمته سُر من رأى وهو بين قومِه وجُنده، فاستطاع الاحتيال عليه والقضاء عليه في بَغْدَاد.
ولكراهيَّة المُتوكل بالأتراك جُندًا وقُوادًا، كره حتى مدينة سُر من رأى، والتي أُنشئت لهُم، فحاول أن يتوجَّه إلى دِمَشْق، واستقرَّ بها شهرين، بهدف نقل عاصِمة الخِلافَة إليها، فتحرَّك الأتراك مُنزعجين طلبًا لأرزاقِهم وأرزاق عيالهم، وحاولوا إثارة الشَّغب عليه، لأنهم ظنوا أن المُتوكِّل سيستعين بمُحاربين عرب، وسُلطة عربيَّة بسبب اختياره لبِلاد الشَّام موقعًا مُضادًا، إلا أنه استوبأ دِمَشْق، ولم يستطع على جوِّها البارِد، وثلجِها المُتساقِط، فتركها عائدًا إلى سُر من رأى، ويقول المُؤرِّخ مُحَمَّد الخُضري بك أن الأتراك هُم الذين حملُوه على العودة.

## سياسته الخارجية

### العلاقة مع الإمبراطوريَّة البيزنْطِيَّة
كانت العلاقات في فترة المُتوكِّل مع الإمبراطوريَّة البيزنْطِيَّة أو مملكة الرُّوم، تتسم بالعدائيَّة والكرَّ والفرّ بين الطرفين منذ الفُتوحات المُبكرة، وكانت لا تنقطع إلا لهدنة مُؤقتة، ففي عام 238 هـ / 852 أو 853 م، جاء ثلاثُمائة مركب لغُزاةٍ من الرُّوم نحو مِصْر، ونزلوا في أقصى الشِّمال، وتحديدًا في مدينة دُمْياط، وكان والي مِصْر عنبسة بن إسحاق الضبيُّ قد استدعى الجُند الذين كانوا في دُمياط من أجل الاحتفال بالعيد في الفُسطاط، فدخلها الرُّوم وهي فارغة من الجُند، فنهبوا، وأحرقوا، وسبوا، وكان في أثناء الحملة الرُّومية رجُلًا يُدعى بُسر بن الأكشف مُقيَّدًا في الحبس بأمرٍ من عنبسة، فكسَّر قيدُه، وخرج يُقاتل الرُّوم، وقتل منهم جماعة، فسار الرُّوم نحو أشنُوم تِنِّيس، فنهبوا مافي من سلاح، وعادو إلى بلادِهم، وفي نفس الوقت، كان المُسلمون يفعلون مثل ذلك في غزوات الصَّائفة على امتداد العواصِم والثُّغور، فكانت الحُروب كرًا وفرًا ورُبما بأعداد بسيطة من كِلا الجانبين، كما جرى بينهما تبادُل لآلاف الأسرى بين فترات زمنيَّة مُختلفة في عهده.

### العلاقة مع اليعفُريين
في آخر سنة من حُكم المُتوكِّل، بدأت سُلالة لحُكم اليَمَن نيابةً عن الخِلافَة العبَّاسِيَّة، وهي اليعفُريين، وكان جدهم عبدُ الرَّحيم أو عبد الرَّحمن بن إبراهيم الحوَّالي نائبًا عن الأمير جَعْفَر بن سُليمان بن علي العَبَّاسِيّ، والذي كان واليًا في عهد المُعْتَصِم بالله على نجد اليَمَن، وصنعاء وما جاورها، وبعد أن تُوفي عبدُ الرَّحمن، قام مقامِه ابنهُ يعفر بن عبد الرحمن الحوالي، وهو من تُنسب إليه السُلالة، فكان رأس الدَّولة، إلا أنه كان يخشى من الزيَّادِيُّون، ويدفعُ لهم خراجًا يُحمل إليهم كأنه عامِلًا لهُم، ونائبًا عنهم، وكان ابتداء استقلال يعفُر باليَمَن ومُلكِه صَنْعاء، في سنة 247 هـ / 861 م.

## النهضة العُمرانيَّة

مدينتي سامَرَّاء والمُتوكَّليَّة وضواحيهِما في العَصْرُ العَبَّاسِيُّ.

للخليفة المُتوكِّل العديد من الإنجازات العُمرانيَّة والشَّواهد التي لا تزال باقية حتى اليوم، فقد بنى مدينة المُتوكِّليَّة والتي تقع شمال سُرَّ من رأى (قُرب قضاء الدور حاليًا)، وشيَّد عددًا من القُصور، أهمُّها قصر اللُّؤلُؤة، والقصر الهارُوني، والقصر الجَعْفَري، وقصر الجُوسق في أرض العِراق.

### حسن المعيشة
أرَّخ المَسْعُوديُّ أن عهد المُتوكِّل وأيَّامُه كانت جميلة، وحسنة، وقد كانت الرَّفاهية على مُستوى عالٍ في البِلاد، وكان الناس يتذكّرُون أيامِه بأنها أيَّامُ سرَّاء لا ضرَّاء، كما رخِصت الأسعار، وفاض الخير، وأمن عابري الطريق وتُجاره، وعاش الشَّباب في عصرِه أيَّامهُم. ولعلَّ ذلك كان في مناطق العِراق كونها قريبة من حاضِرة الخِلافَة آنذاك سُرَّ من رأى ثُم المُتوكِّليَّة في فترةٍ بسيطة، ثم الأقاليم والولايات المُجاورة لها، مثل الشَّام، والحِجاز، والجبال، ومِصْر ما خلا بعض الثَّورات هُنا وهُناك. ويُؤكد ذلك أيضًا المُؤرِّخ والفقيه ابن العُمراني حيث يقول: «وكان زمانهُ صافيًا، وأيَّامِهِ لحُسنها أعيادًا، دانت لهُ الدُّنيا شرقًا وغربًا وجُبى إليه خراج الهِنْد، والصِّين، والتُّرك، والزُّنج، والحَبَشة، وأقاصي ثُغور المَغْرِب وهو مُقيم بسامَرَّاء يشربُ ويلعَب».
ويُروى في إحدى الأيام ما يُبيَّن فُحش الثَّروة في عصرِه، أن المُتوكِّل قد نصَّب لابنهِ المُعْتَز في ذلك اليوم، منبرًا مُرصَّع بالجواهِر كي يصعد ويخطُب عليه، ونُصِب السماط على حافة دَجْلَة، وأكل الناس على طبقاتهم ثُم قدَّم مجلس الشرب فأمر المُتوكِّل بنقل الدراهم والدنانير المُختلطة في الغرائر وتُصب كالقِبب بين أيدي الناس، وأمر المُنادي: «كُل من شرب قدحًا فليحفن ثلاث حفنات»، واستمر ذلك إلى آخر النهار، فكُل ما فرع مكان ملأوه، ثم أمر المُتوكِّل حتى وُضعت الدراهم والدنانير في وسط المجلس، بحيث حالت بينهم كالقِمم دون أن يروا بعضهم بعضًا، ثم يُنادي المُنادي: «إن أمِيرُ المُؤمِنين أباح لكُم نهب هذا المال، فليأخذ كُل من أراد شيئًا مما أراد»، فنهبها النَّاس حتى أظلم الليل.

### بناء المُتوكليَّة
أمر المُتوكِّل ببناء مدينة الماحُوزة، ويُقال الماخُورة، فسُميت بالجعفريَّة بدايةً، إلا أنه غلب عليها تسمية المُتوكَّليَّة نُسبةً للتسمية التي تبنَّاها الخليفة المُتوكِّل وأتباعِه، وقيل أنه أنفق على بنائها مع قصرٍ للخِلافة يُدعى اللُّؤلُؤة، قُرابة ألفي ألفَ درهم، كما حفر نهرًا يُسقي ما حولها. وقد دخل المُتوكِّل للمدينة ونزل في قصر اللُّؤلُؤة في يومِ عاشُوراء 246 هـ / التَّاسِع من أبريل 860 م، واستدعى بقُراء القُرآنِ أولًا، ثم بالمُطربين، وأعطى وأطلق للناس، وكان يومًا مشهُودًا. ولم تُعمر المدينة كثيرًا من بعده، فسُرعان ما أخربت وهُجرت بعد مقتل المُتوكِّل.

### قصر الجَعْفَري
بنى الخليفة المُتوكِّل قصرُهُ الذي سُمي بالجَعْفَريُّ قُرب مدينة سُرَّ من رأى في موضع يُدعى الماحُوزة والتي سُميت لاحقًا المُتوكَّلِيَّة وذلك عام 245 هـ / 859 م، فاستحسن الخليفة القصر وقرر الإقامةُ فيها، كما أقطَع القُوَّاد منها قطائع، فأصبحت المُتوكِّليَّة أكبر حجمًا من سُرَّ من رأى، وشُقَّ إليها نهرًا فوهتُهُ على عشرةِ فراسِخ من الجَعْفَريُّ، عُرفت باسم جبَّة دَجْلَة.

كلَّف المُتوكِّل المِعماريُّ المُخَضْرم دَليلُ بن يَعقُوب النَّصْرانِيُّ في بناء الجَعْفَري، وأنفق من أجل ذلك ألفَيْ أَلف دينار وخُمسون ألف ألف دَرهم حسب تقديرات المُؤرِّخ والرحَّالة ياقُوت الحَمَوَيُّ. وبعد أن انتقل المُتوكِّل للإقامة في المُتوكِّليَّة، اتَّخذ القَصر مقرًا له، وبسبب ذلك، انتقل عامَّةُ أهل سُرَّ من رأى إلى المُتوكِّليَّة حتى كادت تخلُو من الناس، حتى ترجَّل أبُو عَلِيُّ البَصِير بقصيدةٍ مُطوَّلة تُبين الحال الذي حصل بها، جاء منها:
كما مدحَ البَحْتَريُّ قصر الجَعْفَريُّ، حيث جاء مِنها:

#### يوم افتتاح الجَعْفَري

جامِع المُلَوِيَّة الذي بناهُ الخليفةُ المُتوكِّل في سُرَّ من رأى بين عامي 234 - 237 هـ / 848 - 851 م.

كان يوم افتتاح قَصْرُ الجَعْفَري من الأيَّام المشهودة، حيث امتلأ بالكثير من الناس، ووُضعت التَّماثيل، وفاحت روائح العَنْبَر، والكافُور، المِسْك بين أيدي الناس، وكانت تُنقل من الخزائن بالزبل والغرائر، وكلَّما نفد كأس أحدهم، يُعاد تعبئتها وذلك من طُلوع الشَّمس حتى غُروبِها، وكان الخليفةُ المُتوكِّل آنذاك جالسًا على سريرٍ من ذهب مُرصَّع بالجواهِر النفيسة، وُولاة العُهود من أبنائه واقِفون بين يديه وعليهم التِّيجان المُرصَّعة، وكان الناس على طبقاتهم مابين القائمين والجالسين، وقد أنشد والي الأهْواز إبراهيم بن العبَّاس الصُّولي قائلًا:

### جامع المُلَويَّة
بنى المُتوكِّل جامعًا في مدينة سُرَّ من رأى، وسُمي بجامع سامَرَّاء الكبير، وبات من أبرز الشَّواهد وأهمُّها من الحضارة العبَّاسيَّة ومن الشَّواهد التي نجت من الغزو المغُوليّ والتيموري، إذ يتميَّز بعمارته الفريدة ومأذنته الحلزونيَّة.
بُني الجامع بين عامي 234 - 237 هـ / 848 - 851 م، وتُمثل أحد المعالم النَّادرة والمُهمَّة في الحضارة العبَّاسِيَّة، وأحد أكبر الجوامع في ذلك الزمان بعد جامع أبُو دلف، وقد بلغت النَّفقة عليه آنذاك ثلاثُمائة ألف، وثُمانمائة ومائتين واثني عشر دينارًا عبَّاسِيًا، وقد استُعمل في بنائه آجر النَّجف، ونُقوض حُملت من بَغْدَاد، كما يضُم جامع سامرَّاء الكبير سُورًا مُستطيلًا مع جُدران مُدعمة بأبراج، وتبلغ مساحتهُ الكليَّة 38,000 مترًا مُربعًا، ليتَّسع لقُرابة مائة ألف مُصلٍ، كما يحمل سقفهُ الرئيسي حوالي 488 عمُودًا.

### جامع أبو دلف

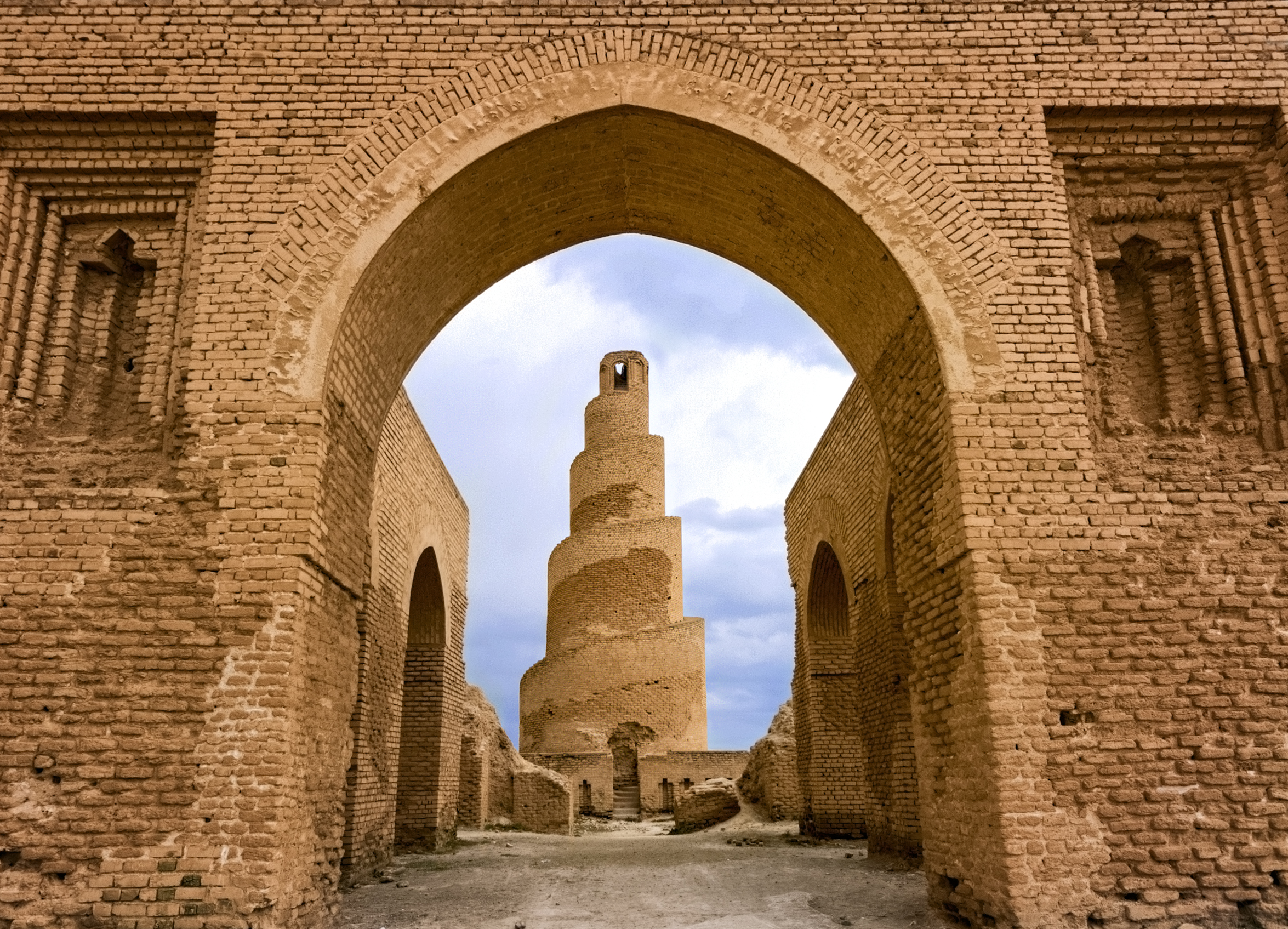
منارة أبُو دلف في مدينة المُتوكَّليَّة شِمال سُرَّ من رأى، سنة 2019م.

بُني جامع أبُو دلف في عام 246 هـ / 859 م، ويُعد واحدًا من أشهر المساجد الإسلاميَّة التي بُنيت على الطِّراز العبَّاسِيّ، بمئذنتهِ الحلزونيَّة، وأكبُرها في ذلك الزمان، والتي بُنيت في مدينة المُتوكَّليَّة التي أفُل نجمها سريعًا وهُجرت في أيام الخليفة المُعْتَمِد على الله، وهو حفيد المُتوكِّل.
وقد سُمي الجامِع في زمنٍ مُتأخر على اسم القائدُ العبَّاسِيّ العربيّ أبُو دَلَف العَجَلِيّ الذي عمل في زمن كُلًا من الخليفتين الرَّشيد، والمأمُون.
تبلغُ مساحة المسجد 46,800 مترٍ مُربَّع، ويبلغ طُول الأضلاع 180 و260 مِترًا، يتوسط الجامِع صحنٌ مكشوف تُحيط به عِدة أروقة، إلا أن من أهم ما يُميز المسجد هو مئذنتهُ الحلزونيَّة اللَّولبيَّة، حيث تُشكل خمسة ممرات، وتنتهي بمصطبة تعلو عن الأرض بمقدار خمسُون مترًا، والتي تقع خارج أسواء الجامِع، ويدل بناء المئذنة على تماثُل الحركة في الطَّواف بعكس اتجاه عقارب السَّاعة، والمفهوم الفلكيّ الذي تأثر به عددًا من الخُلفاء العبَّاسِيين بسبب اهتمامهم بعلك الفلك.

## أسرته
المتوكل على الله هو أحد أبناء المعتصم بالله، وله ثمانية أخوة، وثماني أخوات من أُمَّهات أُخريات، عُرف منهم:

#### إخوته
- هارون الواثق بالله (حكم 227 – 232هـ / 842 – 847م)، وأمه قراطيس الرُّومية
- علي، وأمه ابنة بابك الخُرَّمي
- إبراهيم، وأمه ابنة بابك الخرمي
- أحمد
- محمد الأكبر
- محمد الأصغر، المعروف بأبو أحمد الأعور
- العباس الأعرج
- عبد الله، وأمه أمَة سوداء

#### جواريه
أجمع الكثير من المُؤرِّخين أن الخليفة المُتوكِّل امتلك عددًا كبيرًا من الجواري والإماء في قُصوره، فوصل عددهُنَّ إلى أربعةِ آلاف سريَّة، مِنهنُ خُمسمائة لفراشه، وذُكر أنه كان لديه مائتان رُوميَّات، ومائتان مُولِّدات وحَبَش، وأن عُبيد الله بن طاهِر قد أهدى إلى المُتوكِّل أربعمائة جارية مرة واحدة.

##### قبيحة الرومية
تُعتبر قبيحة من أشهر الجواري في زمانها، وأكثرها حُظوظًا من بين الجواري لدى الخليفة المُتوكِّل، ولها أخبار كثيرة، كانت امرأة من أصلٍ رُوميّ فائقةُ الجمال، وسُميت قبيحة بشكلٍ مُضاد حيث أن المُتوكِّل خاف عليها من إصابة للعين لشدة جمالِها، وقد ولدت لهُ مُحَمد المُعتز بالله، وإسماعيل.
ومِما يُروى في حُب المُتوكِّل إليها أن قَبيحة وقفت أمامهُ يومًا قد كتبت على خدَّيها «بالغالية جعفرًا» فتأمَّلها هنيةً وأنشدها شِعرًا، وأمر عُريب المأمُونِيَّة بغنائها حيث كانت حاضِرة في المجلس، فغنَّت وطُرب، وكان شِعرُه:
عاشت قبيحة بعد المُتوكِّل فترةٍ طويلة، وكان لها ثراء ونُفوذ كبير، إلا أن هيمنتها تقلَّصت في زمن حُكم ابنها المُعْتَز، حيث تحرك الأتراك ومنهم صالح بن وصيف، وقام الأخير بسلبها من أموالها، والذي بخلت بهِ على ابنها المُعتز حينما تم خلعُه من قبلهم وطالبوه بدفع أرزاق الجُند، في فترةٍ عصيبة ضمن ما يُعرف بفوضى سامرَّاء. تُوفيت قبيحة سنة 264 هـ / 878 م.

##### إسحاق الأندلسية

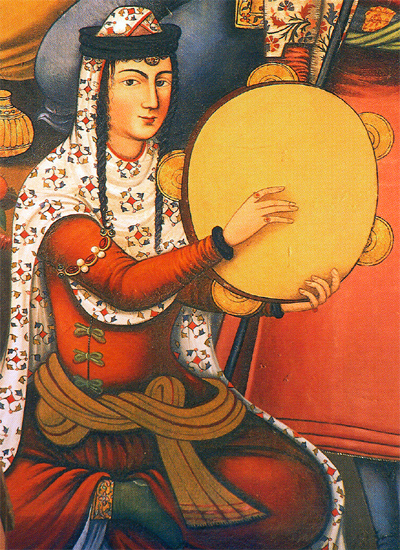
جارية تقوم بالضَّرب على الدَّف، في أحد مجالس السُّمر والغناء.

كانت إسحاق جارية أندلُسيَّة مولَّدة ومُحظية لدى المُتوكِّل، فولدت لهُ ولديه إبراهيم، وطلحة، وقد عاشت طويلًا من بعد المُتوكِّل، حيث وافتها المنيَّة في التَّاسِع عَشَر من جُمادى الآخرة 270 هـ / السَّابع والعُشرُون من دِيسَمْبَر 883 م.

##### فضل اليمامية
ذُكرت فَضْل اليماميَّة بأنها شاِعرة أديبة وفصيحة، حيث كانت فتاةٌ سمراء مليحة، مُتقدمة عن سائر عصرِها، ومن أظرف النَّاس في وقتِها. ولدت في اليَمامة، ونشأت في البَصْرَة، ثُم اشتراها رجُل من النخاسين بعشرة آلاف درهم، فابتاعها منه مُحمد بن الفرج الرُّخَّجي، والذي أهداها إلى المُتوكِّل، وكانت تجلسُ في مجلسه، وتُعارض الشُّعراء بحضرته بعض الأحيان بشعرِها الفصيح، وكان المُتوكِّل يُجيزها بالأموال الكثيرة لإجادتها للشعر، وإعجابه بها.

##### محبوبة المتوكلية
اشتُهرت محبُوبة بشعرِها وغِنائها مُقدِّمة في الحالتين على طبقتها، كانت حسنة الوجه، وقد أهداها عُبيد الله بن طاهر للمُتوكِّل بعد أن وُلي الخِلافة، وذلك ضُمن جُملة أربعُمائة جارية تُجيد الغِناء أو بدون، فتقدَّمتهُن جميعًا عنده.

##### فريدة المتوكلية
عُرفت فريدة المُتوكلية بحُسنها وجمالها، تُجيد الغِناء، كانت في البداية عند الخليفة الواثِق بالله، ومن أكثر المُحظيات المُقرَّبات لديه، وبعد أن مات الواثِق، أُهديت إلى المُتوكِّل بعد مُبايعتهِ بالخِلافة، فتزوَّجها، وحظيت عنده.

#### ذريته
أنجب الخليفة المُتوكِّل عددًا كبيرًا من الأبناء حيث بلغ عددهُم ثلاثة وعُشرُون، من أُمهاتِ ولدٍ شتَّى، وهُم:
- محمد المنتصر بالله
- محمد المعتز بالله
- أحمد المعتمد على الله
- إبراهيم المُؤيد
- مُحمد طلحة
- مُحمد أبو الحسن
- مُحمد أبو عيسى
- مُحمد أبو حفص
- مُحمد أبو مُحمد
- مُحمد أبو الفضل
- مُحمد أبو العبَّاس
- مُحمد أبُو مُوسى
- مُحمد أبو بكر
- عبد الرَّحمن
- جَعْفَر
- إسماعيل
- الفضل
- يعقُوب الأحدب
- عبدُ الله
- الغيداف أبو شيبة
- مُوسى
- المُؤمل
- يعقُوب
- عبدُ الله القاسِم

## صفاته

### صفتهُ الخلقيَّة
كان الخليفةُ المُتوكِّل، ربعةٌ، أسمر البشرة، شعرهُ يصل إلى شحمة أُذنيه، حسِن العَينين، نحيف الجسم، خفيفُ العارِضين، أصفر الساقين.

### أخلاقُه
اختلف المُؤرِّخُون في تقدير صِفات المُتوكِّل وأخلاقِه، فذمَّهُ فريق الشِّيعة، والمُعْتَزِلة، بينما مدحهُ فريق الفُقَهاء وأهلُ الحَديث، والمُنتفِعين والشُّعراء بخِلافته. يروي المُؤرِّخ ابن العُمراني وهو من المُؤيِّدين للخليفة، أن المُتوكِّل وُصِف بالكَرم والجُود وملاحة الأخلاق حتى كان يقول: «كانت الخُلفاء قِبلي تتصعَّب على الرَّعية لقطيعها، وأنا أُلين لهُم ليُحبوني ويُطيعوني»، وقيل بأنه ما أعطى خليفةً من قِبله مثلما أعطى المُتوكِّل للشُّعراء في مدحِه والإثناء عليه. ومن الشُّعراء الذين وفدوا إلى المُتوكِّل ونادمُوه، مُروان بن أبي الجنوب أبي السَّمط، حيث أنه أنشد للمُتوكِّل شعرًا ذَمَّ فيها الشِّيعة وامتدح خِلافَة بني العبَّاس، باعتبار أن عُصبة العم أقوى وأورثُ من عُصبة البنت، فمنحهُ على اثرِها ولاية البحرَيْن واليَمامة، وخلع عليه أربع خلع، كما أمر لهُ بثلاثة آلاف دينار، وكانت قصيدتُه:
إلا أن المُؤرِّخ مُحَمد الخُضَري بِك، يرى أنه لم يكن مِمن يُوصف في عطائه بالبذلِ والجُود، ولا بتركِه وإمساكِهِ بُخلًا، ولم يكُن أحد مِمن سلف من خُلَفاء بَني العبَّاس ظهر في مجلسه اللَّعب، والمضاحِك، والهَزَل حتى جاء المُتوكِّل وأحدث ذلك كُلُّه، فاتَّبعهُ أكثر خواصُه، ورَعيِّتِه، فلم يكن في وُزرائه من الكُتَّاب من يُوصف بجودٍ ولا أفضالٍ، ولا يتعالى عن مُجونٍ أو طرب، فقد جاء إليه الشَّاعرُ الشَّهير في زمانِه البَحْتَرِيُّ مُنشدًا لهُ قصيدة يمدحُه بها قال فيها:
فلما انتهى مشى البَحْتَريُّ القهقَريَّ للانصراف، فوثب أبُو العنبس مُطالبًا بردّ البَحْتَريّ ليُعارضهُ في قصيدته بقصيدة من عنده، وأخذ ينشدُ أبياتًا هزليَّة للغاية، فضحك المُتوكِّل حتى استلقى وفحَّص بقدمه، وأمر بدفع عشرةُ آلاف درهم إلى أبو العنبس، فقال الفَتْحُ بن خاقان: «يا سَيِّدي البَحْتَريُّ الذي هجا وأُسمِع المَكرُوه ينصرِفُ خائبًا ؟»، فأمر للبَحْتَريّ عشرةُ آلاف درهمٍ، فوصل الجاد في كرامة الهازِل.

### دينه
كان المُتوكِّل مُسلِمًا مُتمذهِبًا بمذهب الإمامُ الشَّافِعيُّ وهو أول من تمذهب له من الخُلفاء، وقد قال ذات مرَّة فيما سمعه هِشام بن عمَّار: «واحسرتا على مُحَمَّد بن إدريس الشَّافِعيّ، كُنت أحب أن أكون في أيَّامه فأراه وأشاهده، وأتعلَّمُ منه، فإني رأيت رسُول الله صلَّ اللَّه عليهِ وسلَّم في المنام وهو يقول: يا أيُّها النَّاس إن مُحمَّد بن إدريس المُطَّلِبيّ قد صار إلى رحمة الله، وخلَّف فيكم عِلمًا حَسَنًا، فاتَّبِعوه تُهدوا»، ثم قال المُتوكِّل :«اللَّهُم ارحم مُحمَّد بن إدريس رحمة واسِعة، وسهَّل عليَّ حِفظ مذهبِه، وانفعني بذلك». وهذا لم يمنع أن يكون مُهتمًا بعُلوم التنجيم والأحداث الغيبيَّة، فقد رُوي أنه في آخر سنةٍ من حُكمه، قرأ المُتوكِّل في كُتُب الملاحِم أن العاشِر من بَني العبَّاس يُقتل، وكان هو العاشِر، فاغتمَّ لذلك، وتنغَّصت عيشه، حتى ذكر لهُ أحدهُم أنها مَوضُوعات لا يُعتد بها، وأن العاشِر كان الواثِق، وحين استفهم المُتوكِّل عن كيفية ذلك، فأجابه قائلًا: «فجعلتُ أعدُّهُم عليه وعددتُ إبْراهِيم بن المِهْدِي فيهم فطابت نفسُه».
ويبدو من سيرته، أن المُتوكِّل كان صارِمًا في تطبيق الشَّريعة الإسلاميَّة على رعاياه، ومُتعصِّبًا في فرض ذلك كونه يرى نفسهُ خليفةُ المُسلمين ومن واجبِه ذلك، فأمر النَّاس بالتسليم والتقليد، وأمر الشُّيوخ والمُحدَّثين بالتَّحديث وإظهار السُّنَّة، حتى وإن كان مُتساهِلًا ومُتهاونًا في تطبيق ذلك مع ملذَّاتِه وحياتِهِ الشَّخصيَّة في بعض الأحيان، وهو ما كان يجعلهُ في قائمة الاتِّهامات، ويضعهُ في صُورة التَّناقُض للمُطَّلعين على سيرته.

## إرثه
يُعتبر الخليفة المُتوكِّل من أحد أكثر الشخصيات الجدليَّة في تاريخ الخُلفاء، حيث ترك بصمةً ملحُوظة سواء في ما بقي من آثارٍ بناها، أو أفعالٍ قام بها، فهي شخصيَّة لها مُحبيها ومُعارضيها والمُتوازنين بسيرته، فمنهم من كره بُغضُه لأهل البيت ورأى بإحيائه للسُنَّة وإنهاء الفكر المُعتزلي حسنةٌ مُعادلة لها، ومنه من يراه شخصية ظلاميَّة ويُرى بأنه ارتكب الجرائم، واضطَّهد الأقليَّات وتسبَّب في ضعف شأن الخِلافة مُستقبلًا، ومما يُرى أنه شخصيةً جدليَّة في طبيعتها وقد مزجت بين الأفعال الجيَّدة والسَّيئة، تتأرجح كفَّتها وفق مفهوم القارئ لسيرته، والمُطَّلِعُ على شأنه.

### المؤيدون
- المُحدِّث والنسَّابة خليفة بن خيَّاط الشَّيبانيّ: «استُخلف المُتوكِّل، فأظهر السُّنَّة، وتكلَّم بها في مجلِسه، وكتب إلى الآفاق برفعِ المِحنة، وبَسْطِ السُّنَّة، ونَصَر أهلُها».[96]
- قاضِي البَصْرة إبراهيم بن مُحمد التَّيمي: «الخُلفاء ثلاثة: أبو بكرٍ يوم الرِّدَّة، وعُمر بن عبد العَزيز في ردَّ المظالم من بني أمية، والمُتوكِّل في مَحْوِ البِدع، وإظهار السُّنَّة».[102]
- الفقيهُ الحَنْبَليُّ ابن الجَوْزِيّ: «أطفأ المتوكل نيران البدعة، وأوقد مصابيح السنة».[103]
- قاضِي القُضاة ابن خِلِّكَان: «رَفع المِحنة في الدِّين، وأخرج أحمد بن حَنْبَل من الحَبس، وخَلَع عليه».[104]
- الفقيه والعالِم ابنُ تَيْمِيَّة: «وفي أيَّام المُتَوكِّل عُز الإسلام حتى ألزم أهلُ الذِّمَّة بالشُّرُوط العُمَريَّة، وألزمُوا الصِّغار، فعُزَّت السُّنَّة والجَماعة، وقُمِعَت الجِهَمِيَّة، والرَّافِضة ونحوهُم».[104]

### المنتقدون
- المُحدَّث والإمام شَمْسُ الدِّين الذَّهَبِيُّ: «والمُتوكِّل سُنِّيٌ، لكن فيه نَصْب».[58]
- المُؤرِّخ والفقيه مُحَمد الخُضَريُّ بك: «وتتعادِلُ عند المُحدَّثين سيئاتُهُ وحسناتُه، فإبطالِهِ المُناقشة في القُرآن وحدوثه ترفعهُ إلى أعلى الدَّرجات، وهدمِهِ قبر الحُسَيْن يحطَّهُ إلى أسفلِ  الدَّرجات فكأنه عندهم لا عليهِ ولا له، أما الحُكمُ على زمنِه بما كان من مُصادرة الكُتَّاب وعُقوباتِهم الشَّديدة فلم يكُن محل عناية من أحد».[79]

- المُؤرِّخ والرحَّالة المَسْعُوديّ: «لا يعلمُ أحد مُتقدِّم في جدٍ ولا هَزل إلا وقد حظي في دولتِه - أي في خِلافة المُتوكِّل -، ووصل إليه نصيبٌ وافِر من المال، وكان مُنهمِكًا في اللَّذاتِ والشَّراب، وكان لهُ أربعةُ آلاف سريَّة ووطئ الجميع».[87]
- الكاتب التُّونسيُّ محمد التيجاني السَّماوي: «وهذا المُتوكِّل .. كان من أكبر النَّواصِب لعلي ولأهل البيت حتى وصل به الحقد إلى نبش قبر الحُسين بن علي ومنع من زيارته، وقتل من يتسمَّى بعلي».[105]

### في الثقافة المرئية

غلاف لعبة أساسنز كريد: ميراج، والتي ظهر فيها الخليفة جعفر المُتوكل على الله

ظهرت شخصيَّة الخليفة جعفر المُتوكل على الله في أعمالٍ فنيَّة ومرئيَّة عديدة.

#### المسلسلات
- عصر الأئمة (1997) إنتاج مصري عن الشَّافعيُّ ومالك وابن حنبل، جسد دور المُتوكل المُمثل المصري ياسر صادق.
- الإمام (2017) إنتاج قطري عن شخصيَّة الإمام أحمد بن حنبل، جسد دور المُتوكل المُمثل السُّوري مُعتصم النَّهار.

#### الألعاب
- أساسنز كريد: السَّراب (2023)، تدور اللُّعبة حول العاصمة العبَّاسيَّة بغداد في القرن التَّاسع الميلادي من إنتاج شركة يوبي سوفت الفرنسيَّة، ويظهر الخليفة المُتوكل في اللُّعبة وهو يتعرَّض للضُّغوط من قبل جماعة مُقنَّعة سرَّية، حيث يُقتل بالخطأ من قبل بطل اللَّعبة باسم، مما يؤدي لحدوث اضطراب وفوضى في بغداد.[وب 4][وب-إنج 1]

### فهرس المنشورات
1. 1 2  ابن كثير (2004)، ص. 1626.
2. 1 2 3 4  الطبري (2004)، ص. 1924.
3. 1 2 3  ابن الأثير (2005)، ص. 994.
4. ↑  الخضري (2003)، ص. 238.
5. 1 2 3  ابن الأثير (2005)، ص. 978.
6. 1 2 3 4  ابن الأثير (2005)، ص. 979.
7. 1 2 3  الطبري (2004)، ص. 1891.
8. 1 2 3  ابن العمراني (1999)، ص. 115.
9. 1 2  ابن كثير (2004)، ص. 1608.
10. 1 2  ابن العمراني (1999)، ص. 116.
11. ↑  الطبري (2004)، ص. 1892 - 1893.
12. 1 2 3  ابن العمراني (1999)، ص. 117.
13. ↑  الخضري (2003)، ص. 239 - 240.
14. 1 2 3  الخضري (2003)، ص. 240.
15. 1 2 3 4  ابن الأثير (2005)، ص. 980.
16. 1 2 3  الطبري (2004)، ص. 1894.
17. 1 2  الطبري (2004)، ص. 1895.
18. ↑  ابن الأثير (2005)، ص. 980 - 981.
19. ↑  ابن كثير (2004)، ص. 1609.
20. 1 2 3 4  ابن الأثير (2005)، ص. 981.
21. ↑  الطبري (2004)، ص. 1897.
22. 1 2 3  ابن الأثير (2005)، ص. 983.
23. 1 2 3 4 5 6 7  ابن الأثير (2005)، ص. 989.
24. 1 2 3 4 5  السيوطي (2003)، ص. 276.
25. 1 2 3  ابن الأثير (2005)، ص. 991.
26. ↑  ابن كثير (2004)، ص. 1609 - 1610.
27. ↑  ابن الأثير (2005)، ص. 982 - 983.
28. ↑  خليفة (1931)، ص. 148.
29. 1 2  الطبري (2004)، ص. 1899.
30. 1 2  ابن الأثير (2005)، ص. 987.
31. 1 2  الخضري (2003)، ص. 246.
32. 1 2  ابن خلدون (2001)، ج. 3، ص. 344.
33. 1 2 3 4  ابن كثير (2004)، ص. 1610.
34. 1 2  ابن الأثير (2005)، ص. 984.
35. 1 2  ابن خلدون (2001)، ج. 3، ص. 345.
36. ↑  طقوش (2009)، ص. 163.
37. 1 2  الطبري (2004)، ص. 1899 - 1901.
38. ↑  السيوطي (2003)، ص. 278.
39. ↑  الطبري (2004)، ص. 1906.
40. 1 2  الخضري (2003)، ص. 240 - 241.
41. ↑  الطبري (2004)، ص. 1905.
42. 1 2  ابن كثير (2004)، ص. 1611.
43. 1 2 3 4  ابن كثير (2004)، ص. 1621.
44. 1 2 3 4  ابن كثير (2004)، ص. 1614.
45. 1 2 3  ابن الأثير (2005)، ص. 988.
46. ↑  ابن الأثير (2005)، ص. 988 - 989.
47. ↑  ابن كثير (2004)، ص. 1615.
48. 1 2 3 4 5  الخضري (2003)، ص. 244.
49. 1 2 3  ابن كثير (2004)، ص. 1624.
50. ↑  حسين (2012)، ص. 100.
51. ↑  حسين (2012)، ص. 101.
52. ↑  خليفة (1931)، ص. 152.
53. 1 2 3 4  ابن الأثير (2005)، ص. 990.
54. ↑  حسين (2012)، ص. 102.
55. ↑  حسين (2012)، ص. 103.
56. 1 2 3 4 5  الخضري (2003)، ص. 242.
57. 1 2 3  خليفة (1931)، ص. 150.
58. 1 2  الذهبي (1996)، ج. 12، ص. 135.
59. ↑  ابن الأثير (2004)، ص. 983 - 984.
60. 1 2  الخضري (2003)، ص. 243.
61. ↑  خليفة (1931)، ص. 151.
62. ↑  الخضري (2003)، ص. 242 - 243.
63. ↑  الأيوبي (1932)، ص. 146.
64. 1 2 3 4  ابن خلدون (2001)، ج. 3، ص. 347.
65. 1 2  الطبري (2004)، ص. 1919.
66. 1 2 3  ابن الأثير (2005)، ص. 992.
67. 1 2  ابن الأثير (2005)، ص. 992 - 993.
68. 1 2 3 4 5 6  ابن الأثير (2005)، ص. 993.
69. ↑  الذهبي (1996)، ج. 12، ص. 39.
70. ↑  الذهبي (1996)، ج. 12، ص. 39 - 40.
71. 1 2  ابن كثير (2004)، ص. 1627.
72. ↑  طقوش (2009)، ص. 164.
73. ↑  الخضري (2003)، ص. 252.
74. ↑  الخضري (2003)، ص. 239.
75. ↑  ابن كثير (2004)، ص. 1612.
76. ↑  الخضري (2003)، ص. 247.
77. ↑  ابن الأثير (2005)، ص. 986 - 987.
78. ↑  الخضري (2003)، ص. 246 - 247.
79. 1 2 3  الخضري (2003)، ص. 249.
80. ↑  ابن العمراني (1999)، ص. 118.
81. ↑  ابن كثير (2004)، ص. 1625.
82. 1 2 3  الحموي (1977)، ج. 2، ص. 143.
83. ↑  الحموي (1977)، ج. 2، ص. 144.
84. ↑  ابن العمراني (1999)، ص. 117 - 118.
85. ↑  العباسي (2000)، ص. 81.
86. ↑  اذويب (2013)، ص. 33.
87. 1 2 3  السيوطي (2003)، ص. 277.
88. ↑  هنداوي (2022)، ج. 3، ص. 352.
89. ↑  التنوخي (1978)، ج. 3، ص. 105.
90. 1 2  ابن الساعي (1960)، ص. 94.
91. ↑  العباسي (1960)، ص. 82.
92. ↑  ابن الساعي (1960)، ص. 84 - 87.
93. ↑  ابن الساعي (1960)، ص. 92.
94. ↑  ابن الساعي (1960)، ص. 100 - 101.
95. ↑  العباسي (2000)، ص. 83.
96. 1 2  الذهبي (1996)، ج. 12، ص. 31.
97. ↑  خليفة (1931)، ص. 156.
98. ↑  الخضري (2003)، ص. 248 - 249.
99. ↑  السيوطي (2003)، ص. 279.
100. ↑  ابن العمراني (1999)، ص. 119.
101. ↑  الخضري (2003)، ص. 248.
102. ↑  الذهبي (1996)، ج. 12، ص. 32.
103. ↑  ابن الجوزي (1931)، ص. 357.
104. 1 2  المغلوث (2012)، ص. 156.
105. ↑  التيجاني (1993)، ص. 161.

### فهرس الوب
عربية
1. 1 2  "بنى مدينة المتوكلية والمئذنة الملوية في العراق.. الخليفة المتوكل الذي قتله قادة جنده". ساحات التحرير. 16 ديسمبر 2021. مؤرشف من الأصل في 2023-12-24. اطلع عليه بتاريخ 2023-12-24.
2. ↑  "جامع الملوية .. المسجد الكبير في سامراء". قصة الإسلام. مؤرشف من الأصل في 2023-12-25. اطلع عليه بتاريخ 2023-12-24.
3. 1 2 3  "بالصور.. جامع أبو دلف في سامراء وفرادة المئذنة الإسلامية". العين الإخبارية. 16 سبتمبر 2016. مؤرشف من الأصل في 2023-12-24. اطلع عليه بتاريخ 2023-12-24.
4. ↑  "لعبة «أساسنز كريد ميراج» رحلة بالزمن إلى بغداد في العصر العباسي". الشرق الأوسط. 5 أكتوبر 2023. مؤرشف من الأصل في 2023-10-16. اطلع عليه بتاريخ 2024-05-12.

إنجليزية
1. ↑  Thomasova Videa (6 Oct 2023). "Murder of Caliph Al-Mutawakkil | Assassin's Creed: Mirage" [مقتل الخليفة المتوكل | أساسين كريد: السَّراب]. يوتيوب (بالإنجليزية). Archived from the original on 2024-09-30. Retrieved 2024-05-12.

### معلومات المنشورات كاملة
الكتب مرتبة حسب تاريخ النشر
- حسن خليفة (1931)، الدولة العباسية: قيامها وسقوطها (ط. 1)، القاهرة: المطبعة الحديثة، OCLC:4770488803، QID:Q106997581
- أبو الفرج بن الجوزي (1931)، مناقب الإمام أحمد بن حنبل (ط. 1)، القاهرة: مكتبة الخانجي، QID:Q124256288
- إلياس الأيوبي (1933)، تاريخ مصر الاسلامية من الفتح العربي سنة 640 م إلى الفتح العثماني سنة 1517 م.، مطبعة الرغائب، QID:Q124636191
- ابن الساعي (1960)، نساء الخلفاء: جهات الأئمة الخلفاء من الحرائر والإماء، ذخائر العرب (28)، تحقيق: مصطفى جواد، القاهرة: دار المعارف، OCLC:953069400، QID:Q123371389{{استشهاد}}:  صيانة الاستشهاد: ref duplicates default (link)
- ياقوت الحموي (1977)، معجم البلدان (ط. 1)، بيروت: دار صادر، OCLC:1014032934، QID:Q114913343
- القاضي التنوخي (1978)، الفرج بعد الشدة، تحقيق: عبود الشالجي، بيروت: دار صادر، OCLC:1408741864، QID:Q123438060
- محمد التيجاني السماوي (1993)، الشيعة هم أهل السنة، QID:Q124635997
- شمس الدين الذهبي (1996)، سير أعلام النبلاء، تحقيق: شعيب الأرنؤوط (ط. 11)، بيروت: مؤسسة الرسالة، OCLC:49724069، QID:Q124255462
- ابن العمراني (1999)، الإنباء في تاريخ الخلفاء، تحقيق: قاسم السامرائي (ط. 1)، القاهرة: دار الآفاق العربية، OCLC:41180859، QID:Q56367172{{استشهاد}}:  صيانة الاستشهاد: ref duplicates default (link)
- حسني أحمد علي العباسي (2000). الأساس في أنساب بني العباس. تحقيق: أحمد عمر هاشم، حسين يوسف دويدار، محمد عبد الحميد راغب (ط. 1). القاهرة: دار ركابي للنشر. ISBN:978-977-6007-01-7. OCLC:45698005. OL:20771168M. QID:Q123463845.
- ابن خلدون (2001)، تاريخ ابن خلدون، تحقيق: خليل شحادة، بيروت: دار الفكر للطباعة والنشر والتوزيع، OCLC:4771121968، QID:Q113632106{{استشهاد}}:  صيانة الاستشهاد: ref duplicates default (link)
- جلال الدين السيوطي (2003)، تاريخ الخلفاء (ط. 1)، بيروت: دار ابن حزم، QID:Q123424538
- محمد الخضري بك (2003). الدولة العباسية. مراجعة: نجوى عباس. القاهرة: مؤسسة المختار للنشر. ISBN:978-977-5283-97-9. OCLC:54844608. OL:31601253M. QID:Q123224571.
- ابن كثير الدمشقي (2004)، البداية والنهاية، تحقيق: أبو صهيب الكرمي (ط. 1)، لبنان: بيت الأفكار الدولية، OCLC:1014077365، QID:Q123368203
- محمد بن جرير الطبري (2004). تاريخ الأمم والملوك، تاريخ الطبري: طبعة مقدم لها بتوضيح في أسانيد الطبري وبيان المؤاخذات عليها، وصححت النسخة على أصح النسخ الموجودة، وخدمت بفهارس للآيات وفهارس للأحاديث، وفهارس للموضوعات. مراجعة: أبو صهيب الكرمي. عَمَّان: بيت الأفكار الدولية. ISBN:978-9957-21-152-3. OCLC:956977290. QID:Q123224476.
- ابن الأثير الجزري (2005)، الكامل في التاريخ، مراجعة: أبو صهيب الكرمي، عَمَّان: بيت الأفكار الدولية، OCLC:122745941، QID:Q123225171
- محمد سهيل طقوش (2009). تاريخ الدولة العبَّاسيَّة (ط. 7). بيروت: دار النفائس للطباعة والنشر والتوزيع. ISBN:978-9953-18-045-8. OCLC:915153412. QID:Q107182076.
- سامي المغلوث (2012). أطلس تاريخ الدولة العباسية (ط. 1). الرياض: مكتبة العبيكان. ISBN:978-603-503-187-5. OCLC:1110151554. OL:31223741M. QID:Q124269560.
- ألف ليلة وليلة (مؤسسة هنداوي، 2022). المملكة المتحدة: مؤسسة هنداوي. 2022. ISBN:978-1-5273-2492-3. QID:Q124256443.

المقالات المحكمة
- مهدي عبد الحميد حسين (2012). "الخليفة المتوكل ومحاولة نقل الخلافة العباسية". سر من رأى. ج. 8 ع. 30. ISSN:1813-1735. QID:Q124290869.

أطاريح
- زياد زعل علي اذويب (2013)، الخلیفة المعتصم العباسي والتصدي للمشكلات الداخلیة (218 – 227ھـ / 833- 842 م)، إشراف: خلقي خنفر، الخليل: جامعة الخليل، ص. 1–335، QID:Q135222200

| جَعْفَر المُتَوكِّل على اللهالخلافة العبَّاسيةولد: شوَّال 206 هـ / مارس 822 م توفي: 4 شوَّال 247 هـ / 11 دِيسَمْبَر 861 م |                                                                              |                         |
| ألقاب سُنيَّة                                                                                               |                                                                              |                         |
| سبقه هارُون الواثِق بالله                                                                                  | أمِيرُ المُؤمِنين 24 ذُو الحجَّة 232 – 4 شوَّال 247 هـ 10 أُغُسْطُس 847 – 11 دِيسَمْبَر 861 م | تبعه مُحَمَّد المُنْتَصِر بالله |